# Peugeot
Peugeot (МФА (фр.): [pø.ʒo]; произношение названия близко к «пёжо́», однако в русском языке закрепилась транскрипция «пежо́») — французский производитель автомобилей, с 1976 года входил в группу PSA Peugeot Citroën, а с 2021 года принадлежит корпорации Stellantis.

## История

### XIX век

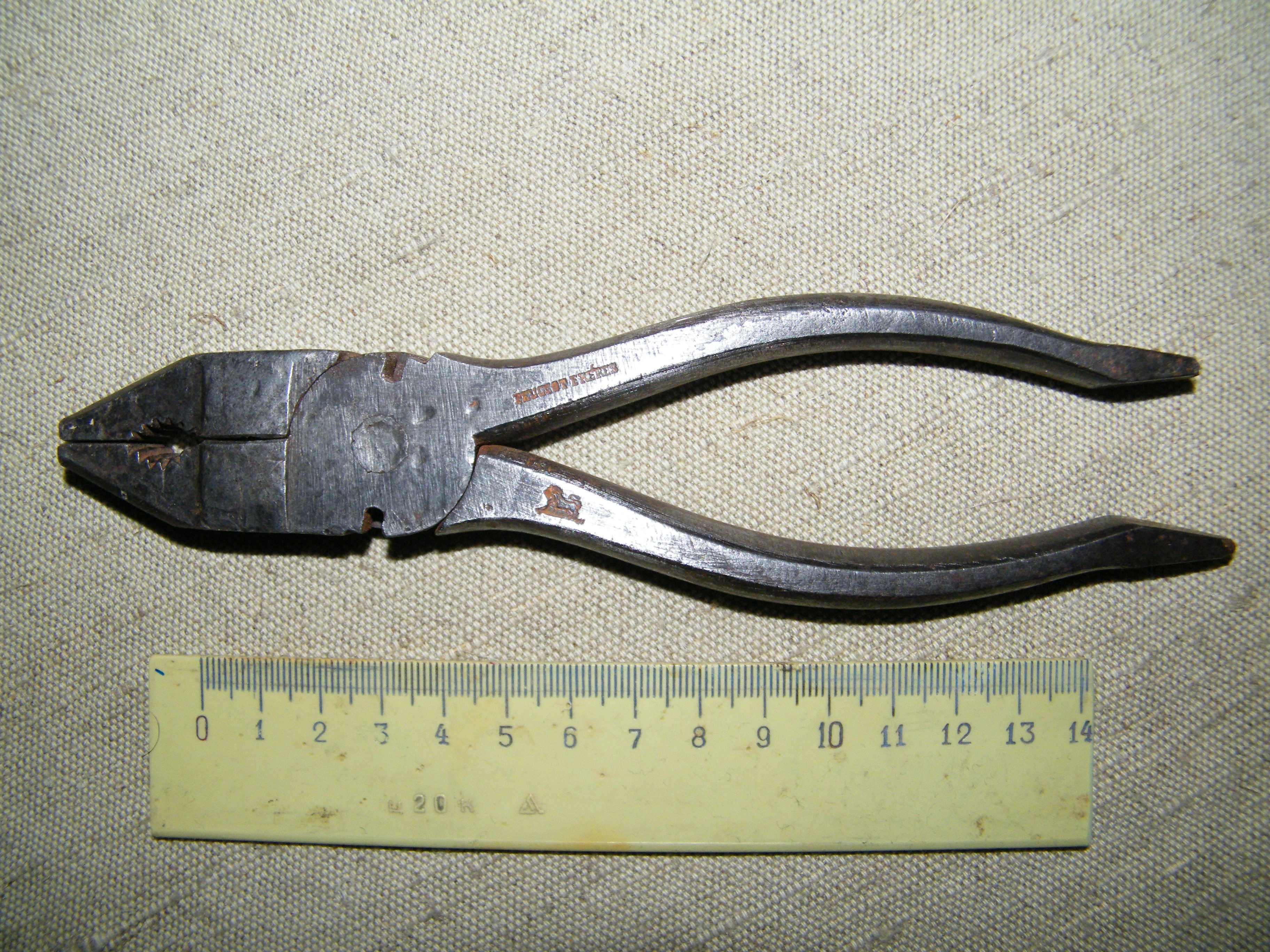
Пассатижи фирмы «Братья Пежо», начало XX века

Peugeot 6HP Vis-à-vis 1898

Семья Пежо родом из города Валантинье (коммуна Монбельяр, Франш-Конте, Франция). Уже в XVIII веке они были успешными предпринимателям, владевшим текстильной фабрикой. В начале XIX века Жан-Пьер и Жан-Фредерик Пежо разработали метод получения холоднокатаной пружинной стали, и в 1810 году семья начала производства изделий из стали. В 1840 году Пежо запустили производство ручных кофемолок и мельниц для перца и соли. Эмиль Пежо запатентовал изображение льва в качестве торговой марки 20 ноября 1858 года. Компания вышла на рынок кринолиновой одежды, в конструкции которой использовались стальные прутья. За ней последовали каркас для зонтов, лезвия для пил, спицованные колёса и, в конечном счёте, велосипеды. В 1882 году Арман Пежо представил свой пенни-фартинг «Le Grand Bi» и ряд других велосипедов. В России на рубеже XIX—XX веков компания была известна как производитель столярного инструмента: стамесок, рубанков, сверл и коловоротов. Инструменты эти стоили достаточно дорого: так, простой рубанок Peugeot стоил в 1901 году 1 рубль 97 копеек.
Арман Пежо рано начал интересоваться автомобилем. Первая машина Пежо (трёхколёсный паровой автомобиль, спроектированный Леоном Серполле) была готова в 1889 году; собрали лишь четыре штуки. Паровая машина была тяжёлой и громоздкой и требовала долговременного прогрева. В 1890 году, после встречи с Готтлибом Даймлером и Эмилем Левассором, в следующей модели паровую машину заменили на бензиновый двигатель внутреннего сгорания, который построил Panhard по лицензии Даймлера. Автомобиль был четырёхколёсным и сложнее, чем многие его современники, имел трёхопорную подвеску и скользящую передачу.
В 1892 году собрали 29 автомобилей, 40 в 1894-м, 72 в 1895-м, 156 в 1898-м и ровно триста в 1899 году. Этим ранним моделям давали названия «type» и число по порядку, например, type 12, начиная с 1895 года. Пежо были также пионерами в моторных гонках, приняв участие в 1894 году в одной из первых гонок в истории «Paris-Rouen Rally». Однако, автомобиль всё ещё сильно смахивал на безлошадные повозки по внешнему виду и управлялся румпелем.
В 1896 году Пежо начали собственное производство двигателей. Спроектированный Ригуло, первый мотор имел 8 л. с. и располагался сзади у type 15. Он также послужил основанием для почти точной копии, произведённой компанией Rochet-Schneider. Последовали дальнейшие усовершенствования: двигатель переместился вперёд (на type 48) и вскоре оказался под капотом (кожухом) в передней части автомобиля; на type 36 появился руль; автомобили начали больше походить на современную машину.
В 1896 году Арман Пежо решил уйти из семейной компании Les Fils de Peugeot Frères и основать свою собственную, Société Anonyme des Automobiles Peugeot, посвящённую только автомобилям; в 1897 году он построил новый завод в Оденкуре, а в 1898 году — в Лилле. В 1899 году продажи автомобилей Peugeot достигли 300 штук; общие автопродажи по всей Франции в том году составили 1200 штук. К концу 1890-х годов было начато производство автофургонов.

### XX век
На Парижском автосалоне в 1904 году Peugeot представила микролитражный автомобиль «Bébé» («Малыш»), разработанный молодым начинающим конструктором Этторе Бугатти, он имел одноцилиндровый двигатель объёмом 652 см³ и мощностью 5 л. с., в 1905 году началось их серийное производство. Старая компания в 1905 году также начала выпуск автомобилей, используя название Lion Peugeot («Лев Пежо»), но в 1910 году две компании Пежо объединились под названием Société Anonyme des Automobiles et Cycles Peugeot («Акционерное общество по производству автомобилей и велосипедов Пежо»).
В 1903 году Peugeot добавила в ряд своей продукции мотоциклы. К этому времени компания производила половину автомобилей Франции. В 1907 году был представлен первый шестицилиндровый двигатель. К 1910 году производственная линия Peugeot включала двухцилиндровый двигатель объёмом 1149 см³ и шесть четырёхцилиндровых объёмом от 2 до 6 л. В 1912 году в Сошо открылся новый завод, к 1928 году ставший основным; его продукция включала грузовые автомобили, в частности 3-тонные грузовики type 108, которые могли развивать скорость до 20 км/ч. Завод функционирует до сих пор, в 2008 году он выпустил 290 000 автомобилей.

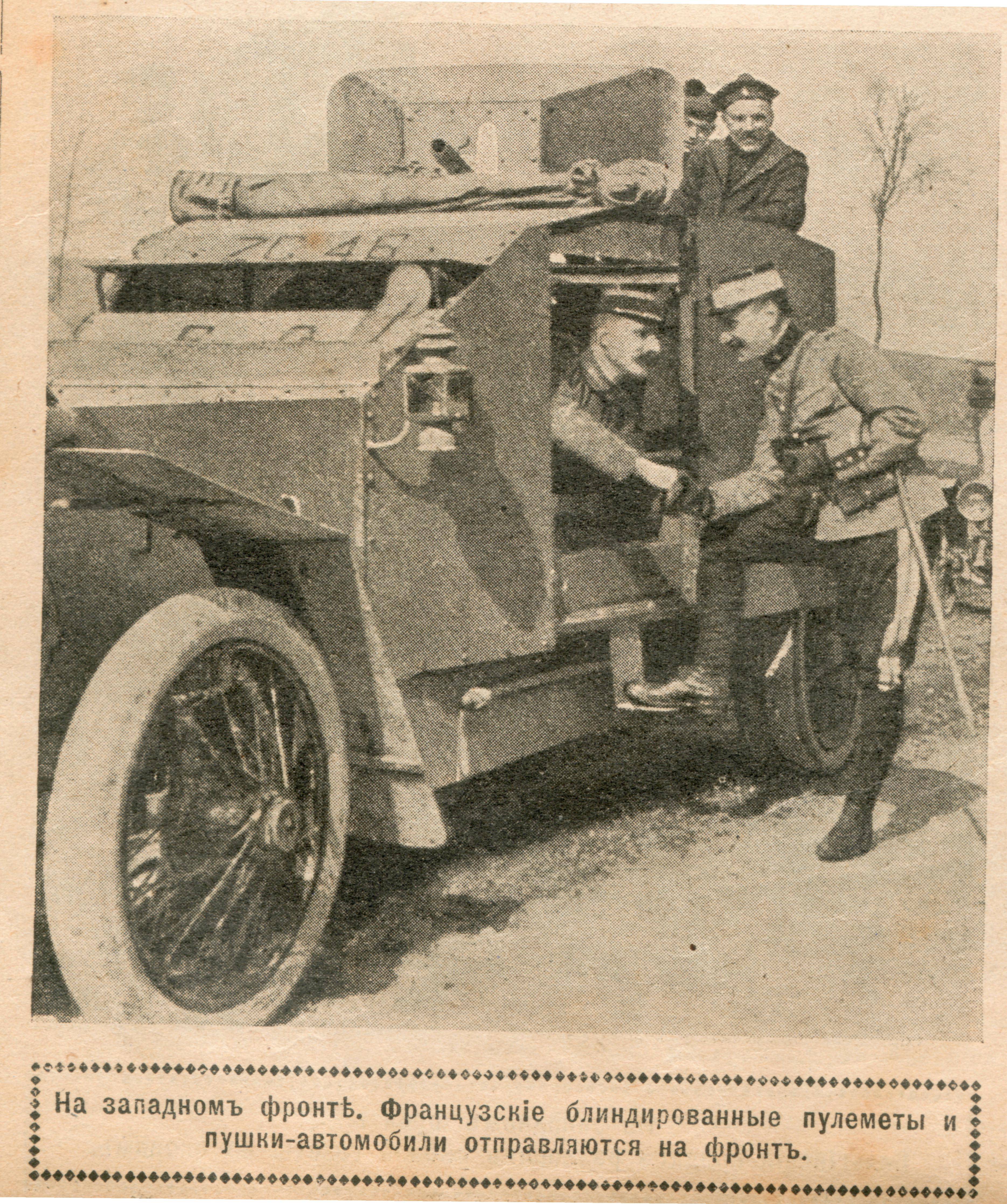
Бронеавтомобиль «Пежо» 18CV, 1915

В 1912 году Этторе Бугатти спроектировал для «Bébé» новый четырёхцилиндровый двигатель объёмом 850 см³.
С началом Первой мировой войны Peugeot перешла на производство оружия, продукция включала бронеавтомобили и боеприпасы, а также авиационные двигатели. После окончания войны производство автомобилей возобновилось.

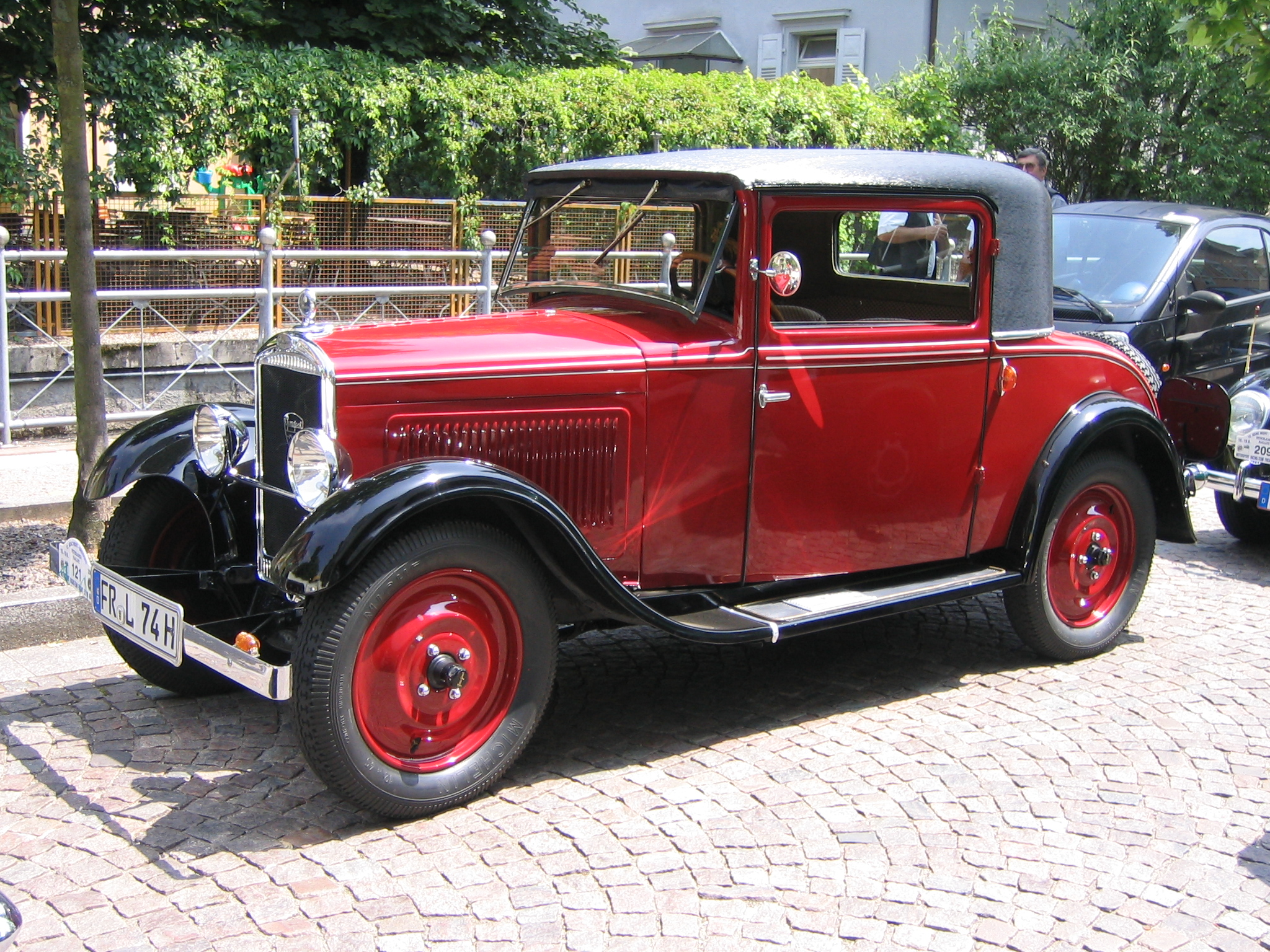
Peugeot 201, 1929

В 1920-х годах Peugeot продолжала развиваться. В 1926 году производство мотоциклов и велосипедов было выделено в компанию Cycles Peugeot, которая в 1927 году поглотила компании Bellanger и De Dion.
В 1929 году был выпущен Peugeot 201, самый дешёвый автомобиль на французском рынке, первая модель с новой системой нумерации — три цифры с нулём посередине. К моменту снятия с производства в сентябре 1937 года было выпущено 142 тыс. Peugeot 201. С началом Великой депрессии продажи Peugeot упали, но компания смогла выстоять.
В 1933 году компания представила новый модельный ряд с аэродинамически обтекаемыми формами. В 1934 году Peugeot выпустила модель 402 BL Éclipse Décapotable, первый автомобиль с откидным жёстким верхом.

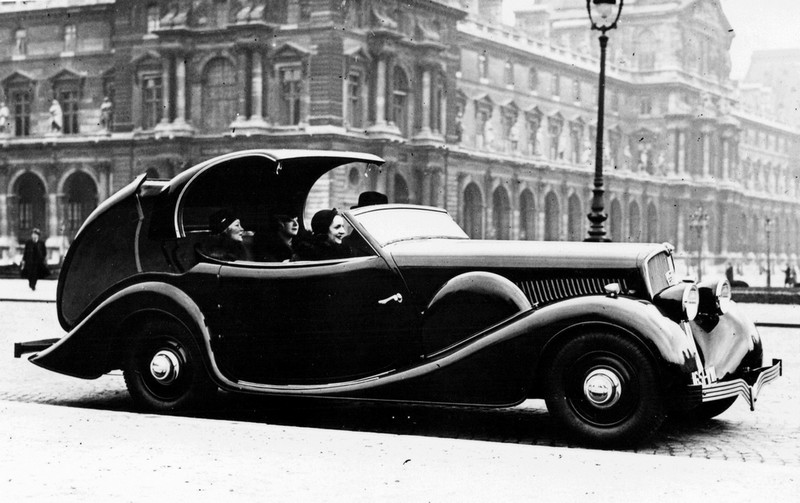
Peugeot 601, 1934

Основными моделями 1930-х годов были Peugeot 202, Peugeot 302 и Peugeot 402. У этих автомобилей были выпуклые корпуса, фары за скошенной решёткой, очевидно вдохновлённые Chrysler Airflow . 2,1-литровый 402 вошёл в производство в 1935 году и выпускался до конца 1941 года, несмотря на оккупацию Франции нацистами. В 1936 году была представлена модель Peugeot 302, упрощённая версия от 402 с дизельным двигателем. Peugeot 202 была запущена в производство в 1938 году и выпускалась до 1942 года, ещё приблизительно 20 экземпляров были собраны в феврале 1945 года. Эта модель подняла продажи Peugeot в 1939 до 52 796 автомобилей, больше было лишь у Citroën.
Во время Второй мировой войны Peugeot создала электромобиль Peugeot VLV. О выпуске было объявлено 1 мая 1941 года, а в 1942 году автомобили с электродвигателями и 4 аккумуляторами поступили в продажу. Спрос на такую новинку был вызван дефицитом бензина из-за немецкой оккупационной политики. Всего было построено 377 машин, прежде чем правительство запретило Peugeot VLV.

### После Второй мировой войны

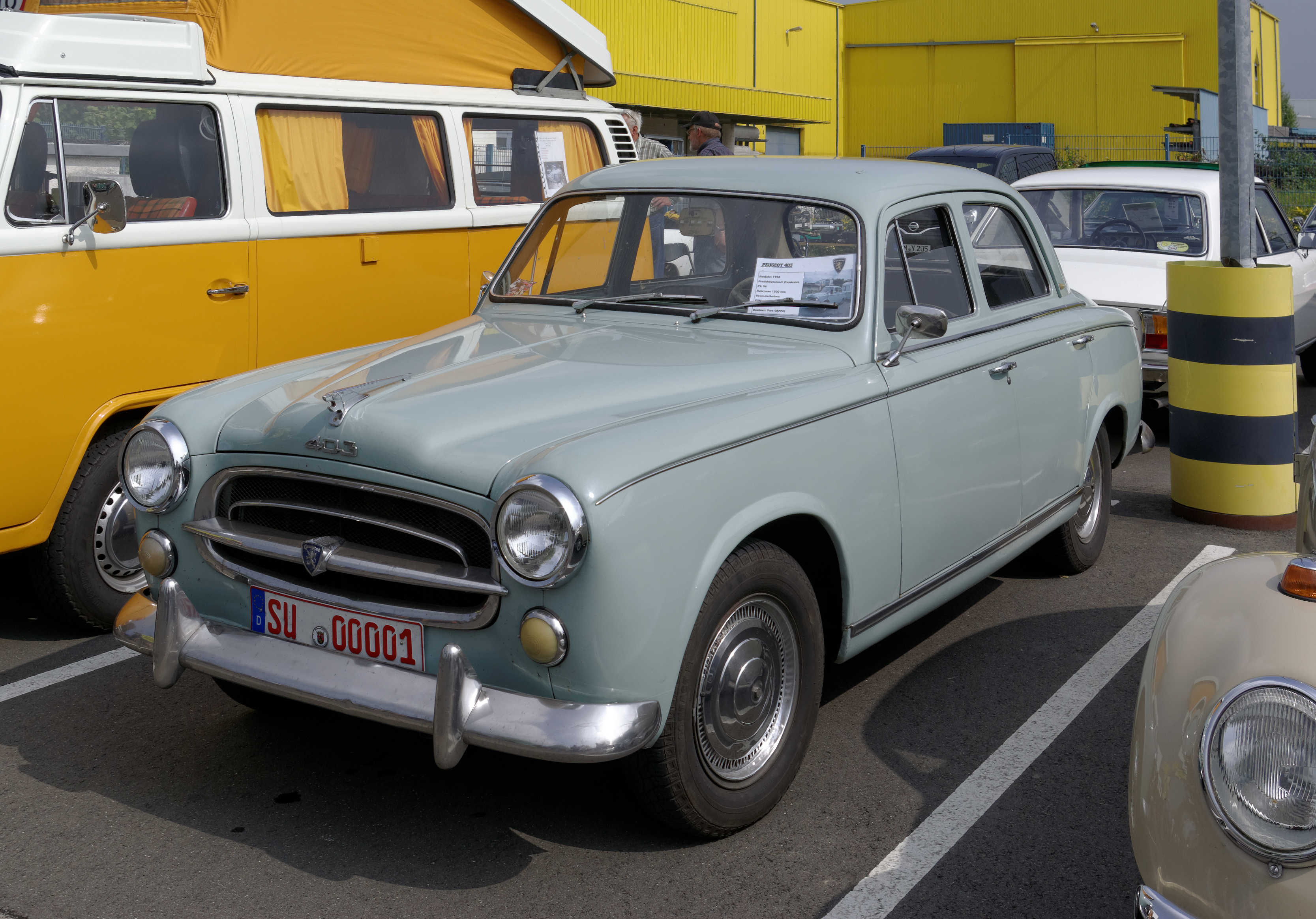
Peugeot 403, 1955

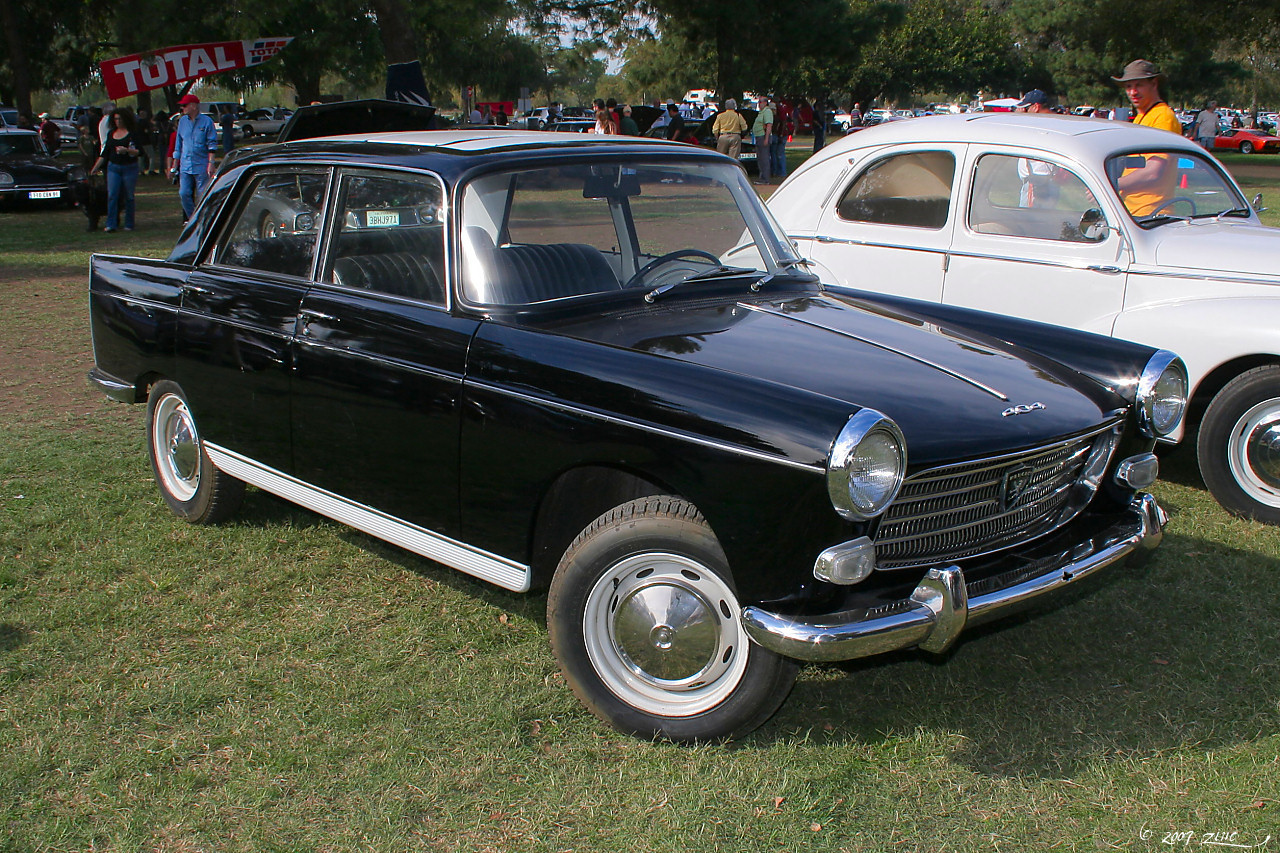
Peugeot 404, 1960

В 1946 году компания возобновила производство Peugeot 202, было выпущено 14 тыс. штук. В 1947 году компания представила Peugeot 203 с пружинными амортизаторами, реечным управлением и гидравлическими тормозами. Эта модель установила новый рекорд продаж Peugeot, оставаясь в производстве до 1960 года.
В 1950 году Peugeot поглотила компанию Chenard-Walcker. В 1955 году была представлена популярная модель Peugeot 403, до снятия с производства в 1962 году было выпущено 2,45 млн экземпляров. В 1958 году компания начала продавать автомобили в Соединённых Штатах. В 1960 году появилась модель Peugeot 404, которая побеждала в Safari Rally четыре раза за шесть лет между 1963 и 1968 годами.
Далее появлялись другие модели, дизайн многих из которых создало итальянское ателье Pininfarina, например 504 Coupe, ставшего одной из самых необычных моделей Peugeot. Как и у большинства европейских производителей, росло сотрудничество с другими фирмами; с 1966 года Peugeot работала с Renault, а с 1972 года — с Volvo. Совместно с ними был создан мощный 2,7-литровый двигатель PRV, устанавливавшийся на топ-модели всех трех брендов, в частности, на Peugeot 604.

### Слияние с Citroën и формирование PSA
В 1974 году Peugeot приобрела 30 % акций Citroën, а в 1975 году выкупила остальные акции. Финансовые трудности Citroën начались из-за того, что компания разрабатывала слишком много радикально новых моделей, включая дорогую Citroën SM и Comotor с двигателем Венкеля. Peugeot и Citroën были объединены в группу PSA (Peugeot Société Anonyme), две компании или продолжали использовать свои бренды, но совместно использовали инженерные и технические ресурсы. В состав группы также попала гоночная марка Maserati (принадлежавшая Citroën), но она была продана De Tomaso в мае 1975 года.
В 1978 году группа приобрела европейское подразделение Chrysler (состоявшее из поглощённый американской корпорацией автопроизводителей Rootes и Simca). Это подразделение начало выпускать автомобили под маркой Talbot, но так и не смогло добиться успеха и в 1980-х годах было ликвидировано.
Во второй половине 1980-х годов, под руководством Жака Кальве (Jacques Calvet), была завершена интеграция Peugeot и Citroën, это стали лишь бренды, используемые Groupe PSA, которая в 2021 году объединилась с Fiat Chrysler Automobiles, образовав корпорацию Stellantis.

## Собственники и руководство
Большую часть своей истории автопроизводитель контролировался семьёй Пежо, одной из самых богатых во Франции. Семейная холдинговая компания Peugeot Invest SA является вторым крупнейшим акционером (7,56 %) корпорации Stellantis после холдинга Exor (15,16 %), контролируемого семьёй Аньелли (основателей Fiat). Семье Пежо также принадлежат доли в производителе автокомплектующих Forvia, финансовой группе Rothschild & Co и других публичных и частных компаниях.
Председателем Peugeot Invest является Робер Пежо (Robert Peugeot, род. 25 апреля 1950 года). Также он является вице-председателем Stellantis. Его личный капитал, по данным Forbes, в 2024 году составлял 1,3 млрд долларов.

## Автосалоны
У Peugeot есть свои выставочные шоу-румы, предназначенные не для продажи автомобилей, а для демонстрации последних достижений компании в области спорта, дизайна, презентации новинок компании и продажи сувениров и аксессуаров, расположенные на Champs Elysees в Париже, а также в Берлине. Берлинский демонстрационный зал больше чем в Париже, но в обоих проходят регулярно меняющиеся минивыставки с участием концепт-каров и серийных машин. Также имеются маленькие Peugeot Boutique. В Peugeot Avenue Berlin находится Café, под названием Café de France.
Для продажи автомобилей Peugeot создана обширная дилерская сеть. Компания оперирует в 150 странах мира. Сеть дилеров в Европе насчитывает более 2800 автосалонов и 7249 сервисных станций (включая Россию). В 2007 году дилерам всего мира удалось реализовать 3 428 400 автомобилей Peugeot.

## Европейский автомобиль года

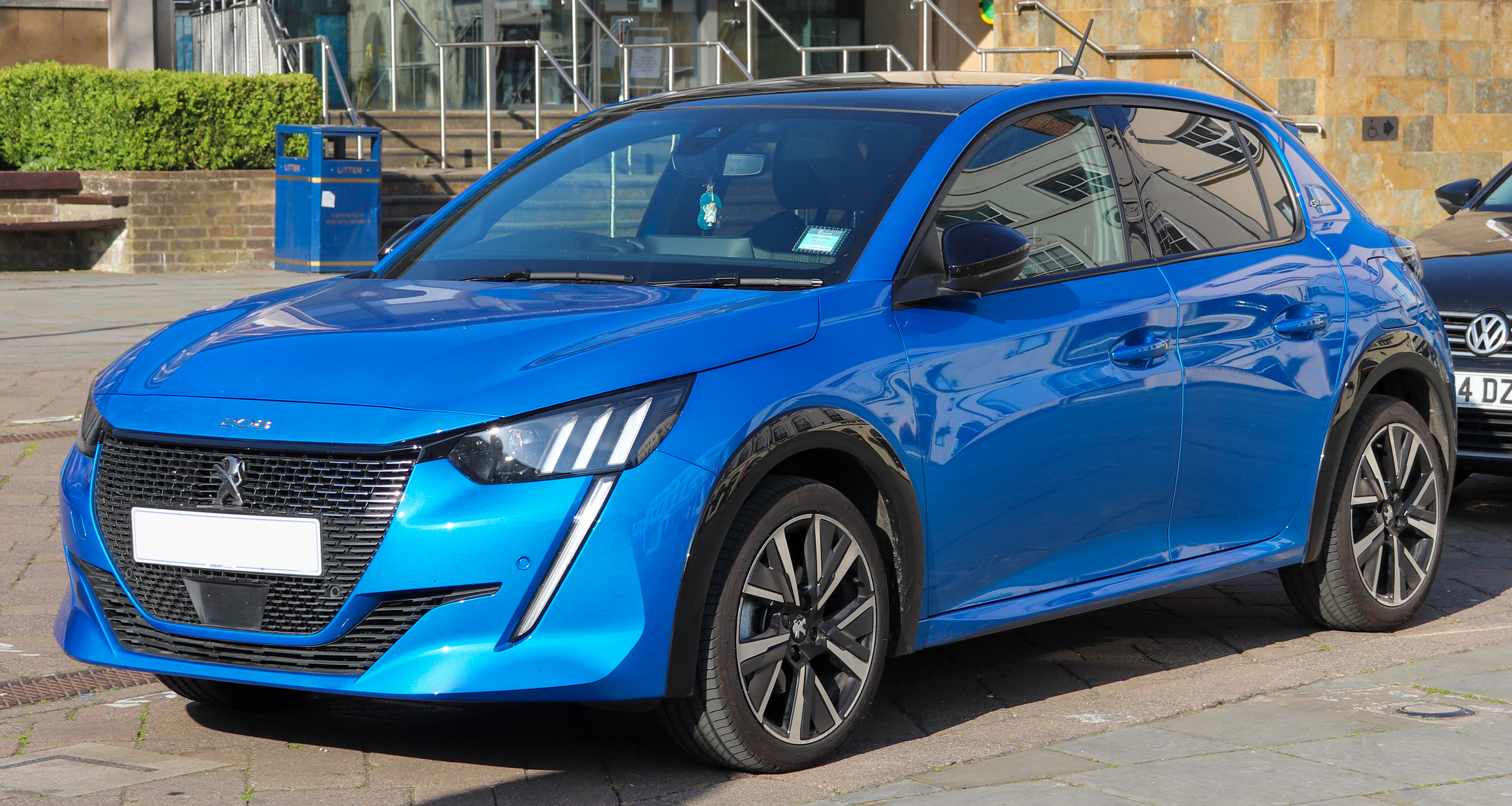
Peugeot 208, Европейский автомобиль года 2020

Peugeot пять раз получил премию в номинации Европейский автомобиль года.
- 1969 — Peugeot 504
- 1988 — Peugeot 405
- 2002 — Peugeot 307
- 2014 — Peugeot 308
- 2017 — Peugeot 3008[20]
- 2020 — Peugeot 208 (второго поколения)

Другие модели Peugeot были вторыми, или третьими.
- 1980 — Peugeot 505
- 1984 — Peugeot 205
- 1996 — Peugeot 406
- 1999 — Peugeot 206

## Автоспорт

### Раннее
Пежо стал пионером также в моторных гонках, приняв участие в 1894 году в гонке «Paris-Rouen Rally» на пяти машинах (придя к финишу вторым, третьим {Пьер Жиффард, задумавший это испытание} и пятым {Коехлин}) и в 1895 году в гонке Париж — Бордо на трёх, где их опередил автомобиль Panhardа. Панхарды были дисквалифицированы за двухместное транспортное средство, несмотря на среднюю скорость 20,8 км/ч и взятие приза в 31 500 франков. Здесь произошёл дебют пневматических шин Michelin в гонках. В такие шины был «обут» автомобиль «Пежо»; они оказались недостаточно прочными.
В 1899 году Лемэтр победил в гонке «Nice-Castellane-Nice Rally» на автомобиле с двигателем рабочим объёмом 5850 см³ и мощностью 20 л. с. Однако в 1902 году в гонке Париж — Вена он занял лишь 19-е место, 2 других автомобиля вообще не финишировали, после чего компания Peugeot временно прекратила участие в гонках.
В 1912 году Peugeot вернулась в автоспорт с командой из трёх водителей-инженеров: Жюль Гу, Паоло Цуккарелли (из Hispano-Suiza) и Жорж Буальо (их всех называли Les Charlatans — шарлатаны), а также 26-летним швейцарским инженером Эрнестом Генри. Для гонок был разработан DOHC 7,6-литровый четырёхцилиндровый двигатель (110×200 мм) с четырьмя клапанами на цилиндр. Он оказался быстрее конкурентов, и Буальо выиграл Гран-при Франции 1912 года со средней скоростью 68,45 км/ч, несмотря на потерю третьей передачи и двадцатиминутный пит-стоп. В мае 1913 года Peugeot стала первым неамериканским автопроизводителем, победившим в Индианаполисе, автомобиль под управлением Гу развивал среднюю скорость 75,92 км/ч, а максимальная составила 93,5 км/ч. В 1914 году Жорж Буальо установил новый рекорд круга в Индианаполисе (99,5 км/ч), а Дерей пришёл вторым (после бывшего аса Peugeot Рене Томаса на Delage). Другой (под управлением брата Жоржа Буальо — Андре) участвовал в 1915 году; похожие модели победили в 1916 (Дарио Реста) и 1919 (Хоуди Уилкокс) годах.
Для Гран-при Франции 1913 был выпущен улучшенный L5 (с двигателем 5655 см³) с шарикоподшипниковым коленчатым валом, зубчатым приводом распредвала и смазкой с сухим картером; всё это скоро стало стандартом для гоночных машин. Цуккарелли погиб во время испытания на дорогах общего пользования, но Жорж Буальо легко выиграл гонку, что сделало его (и Peugeot) первым двойным победителем. На Гран-при Франции 1914 года Peugeot проиграла Mercedes, но победила на Гран-при Франции 1915 года и Кубке Вандербильта.
После Первой мировой войны Жорж Буальо участвовал в Targa Florio 1919 года на 2,5-литровом автомобиле, спроектированном ещё до войны; машина имела 200 000 км пробега, но всё же Буальо победил. Затем он был третьим в Targa 1925 года, первым в 1922 и 1925 Coppa Florio, первым в 1923 и 1925 Touring Car Grands Prix и первым в 1926 24 часа Спа.

### Ралли

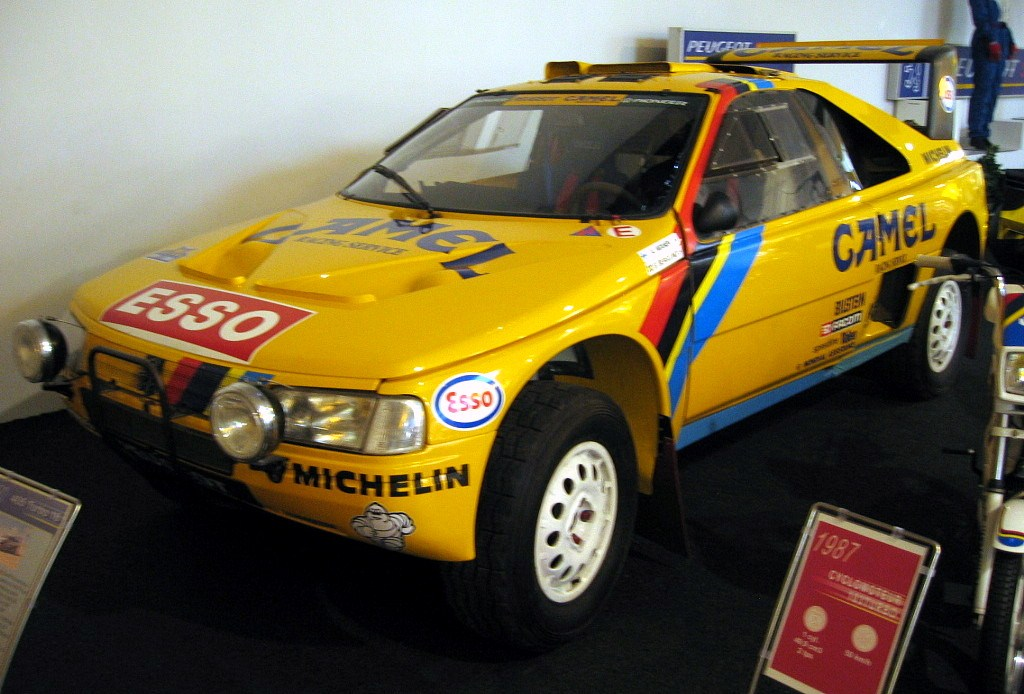
Peugeot 405 Turbo 16

Peugeot имела значительный успех в международных ралли, особенно в чемпионате мира, используя полноприводные версии моделей Peugeot 205, и позже Peugeot 206 и с двигателем с турбонаддувом. В 1981 году Жан Тодт по просьбе Жана Буальо, главы Automobiles Peugeot, создал отдел соревнований для PSA Peugeot Citroën. Было создано подразделение Peugeot Sport (первоначально — Peugeot Talbot Sport), которое дебютировало в категории Группа B на машине 205 Turbo 16 в мае 1984 года на Ралли Корсики, в августе того же года на Ралли Финляндии была одержана первая победа (под управлением Ари Ватанена). За исключением гонок на выносливость, где Peugeot не участвовала, Ватанен пришёл первым в мировых ралли пять раз подряд.
Доминирование команды Peugeot продолжалось в сезоне 1985 года. Несмотря на аварию Ватенена на Ралли Аргентины в середине сезона, партнёр по команде Ватанена Тимо Салонен привёл Peugeot к первым званиям чемпиона в первенстве мира среди водителей и производителей, оставив далеко позади Audi Sport Quattro. В сезоне 1986 года молодая замена Ватанена Юха Канккунен победил пилота Lancia Маркку Алена, став чемпионом среди водителей, а Peugeot получила второй титул среди производителей, опередив Lancia. Когда ФИА в мае 1987 года запретила гонки автомобилей Группы B, Peugeot переключилась на ралли-рейды. На машинах 205 и 405 Peugeot побеждала в Ралли Дакар четыре раза подряд, с 1987 по 1990 год; три раза Ватанен и один раз Канккунен.

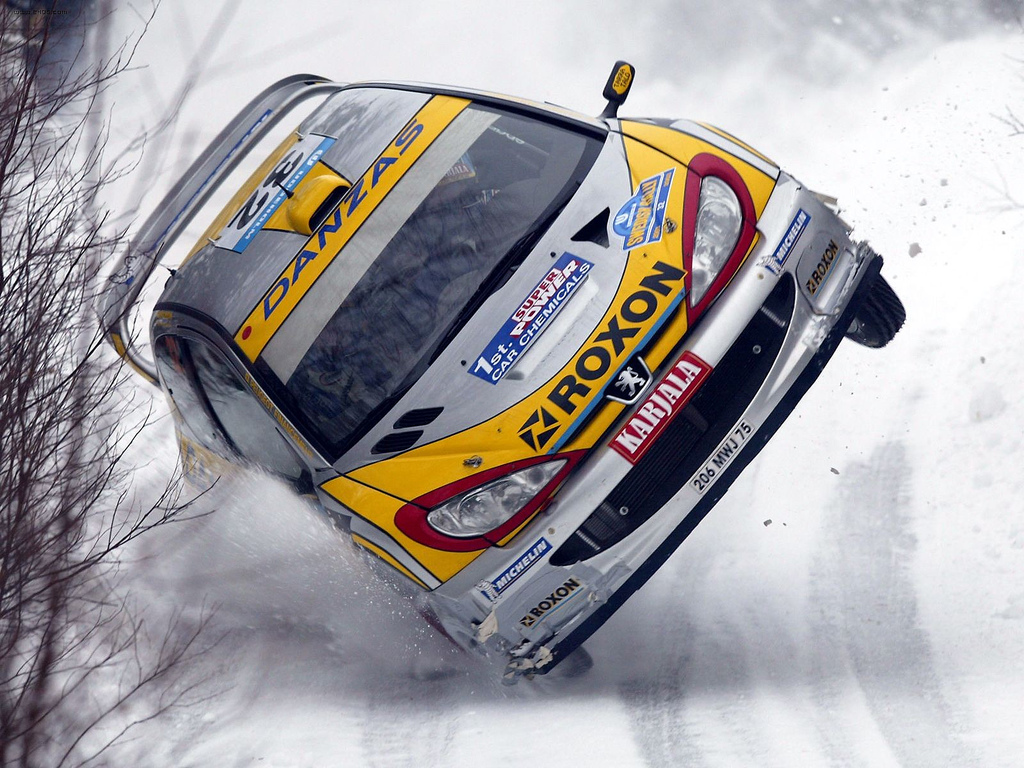
Peugeot 206 WRC

В 1999 году команда Peugeot вернулась в Мировой Чемпионат с 206 WRC. Автомобиль сразу оказался конкурентоспособен против таких оппонентов, как Subaru Impreza WRC, Ford Focus WRC и Mitsubishi Lancer Evolution. Маркус Гронхольм одержал первую победу на Ралли Швеции в 2000 году, и Peugeot смогла выиграть титул производителей. После успешной защиты титула в 2001 году, Peugeot Sport доминировала в сезоне 2002, одержав восемь побед под управлением Гронхольма и Жиля Паницци. Гронхольм также завоевал титул водителей. Для сезона 2004 Peugeot заменила машину 206 WRC на 307 WRC, которая, однако, не смогла продолжить успешную серию своего предшественника, Гронхольм смог одержать только 3 победы на этой машине (одну в 2004 году и две в 2005).

### Кузовные автогонки

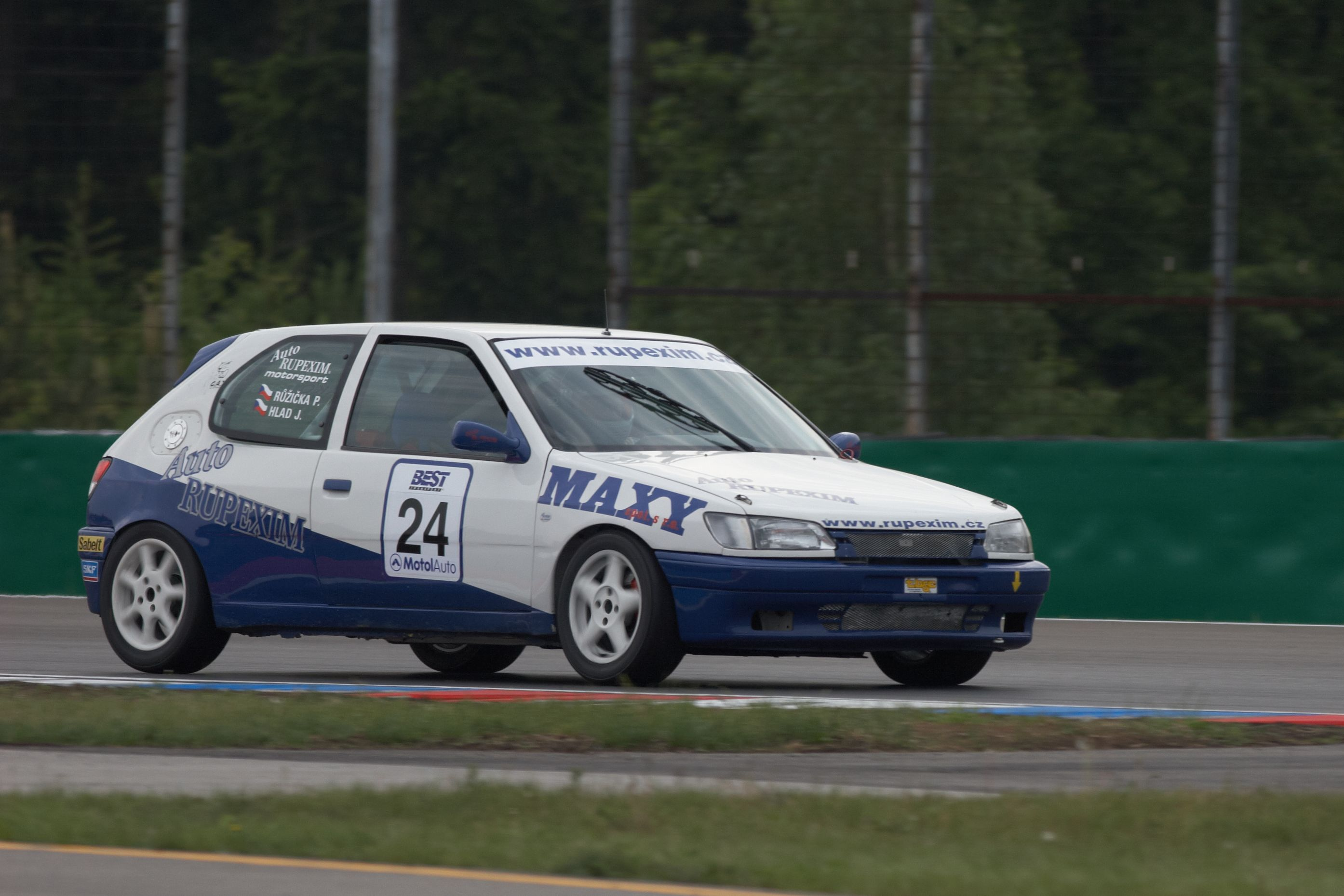
Peugeot 306

В середине 1990-х годов седан Peugeot 406 участвовал в кузовных автогонках по всему миру, добившись успеха во Франции, Германии и Австралии, но был не в состоянии победить в Чемпионате Великобритании среди легковых автомобилей.

### Гонки на спортивных автомобилях
Peugeot Type 5 был построен специально для участия в автосоревнованиях. В первом же из них, гонке по маршруту Париж — Бордо — Париж, Type 5 одержал победу. Данная гонка 1894 года считается первым соревнованием во Франции, в котором участвовали автомобили.

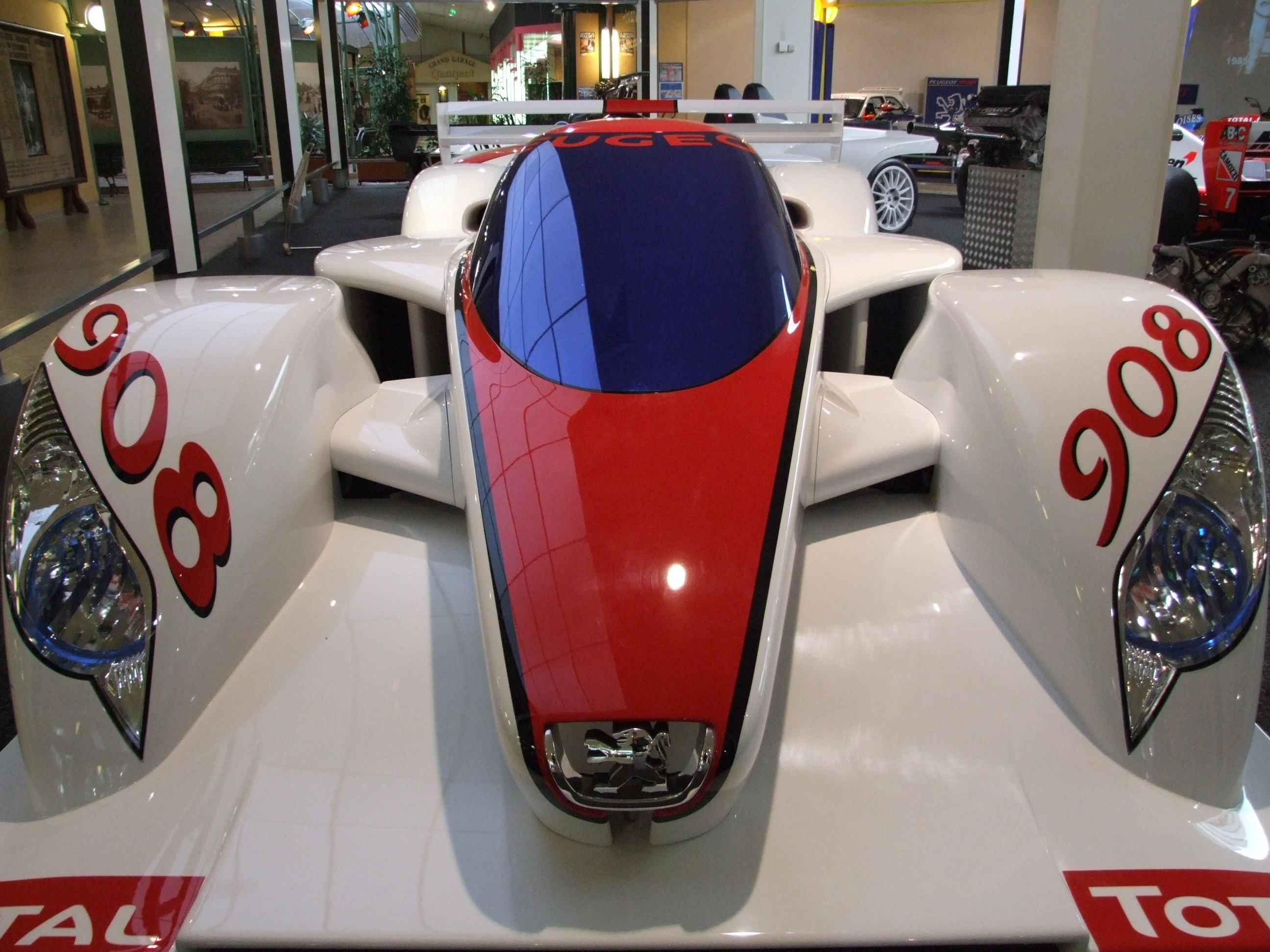
Peugeot 908

В 1990-х годах компания участвовала в мировом чемпионате, как и в гонке 24 часа Ле-Мана с Peugeot 905. После первых проблем с надёжностью и аэродинамикой, 905 познал успех в мировом чемпионате, победив в восьми из 14 гонок сезонов 1991 и 1992 и завоевав титулы групп и водителей в 1992. Пежо также выиграл 24 Часа Ле-Мана в 1992 и 1993 гг.
Peugeot вернулся к гонкам спорткаров и Ле-Ману в 2007 году с дизельным Peugeot 908 HDi FAp. В 2007 24 Hours of Le Mans Стефан Сарразан защищал поул-позицию, но 908 уступил победу Audi. В 2008 Сарразан снова заработал поул-позицию, но Ауди ещё раз одержал верх. В 2009 24 Hours of Le Mans Peugeot 908 HDi FAP пришли в целом первым и вторым, за рулями сидели Марк Жене, Дэвид Брэбем и Александр Вурц.

### Формула-1
Компания также занималась обеспечением двигателями команд Формулы-1 правда без особого успеха, для Макларена в 1994 г., для Джордана в сезонах 1995, 1996 и 1997 гг. и для Проста в сезонах 1998, 1999 и 2000. Asiatech купил активы F1 Peugeot в конце сезона 2000 и ещё два года поставлял под своим именем двигатели разработки Пежо Эрроузу в 2001 и Минарди в 2002-м.

## Прочие продукты

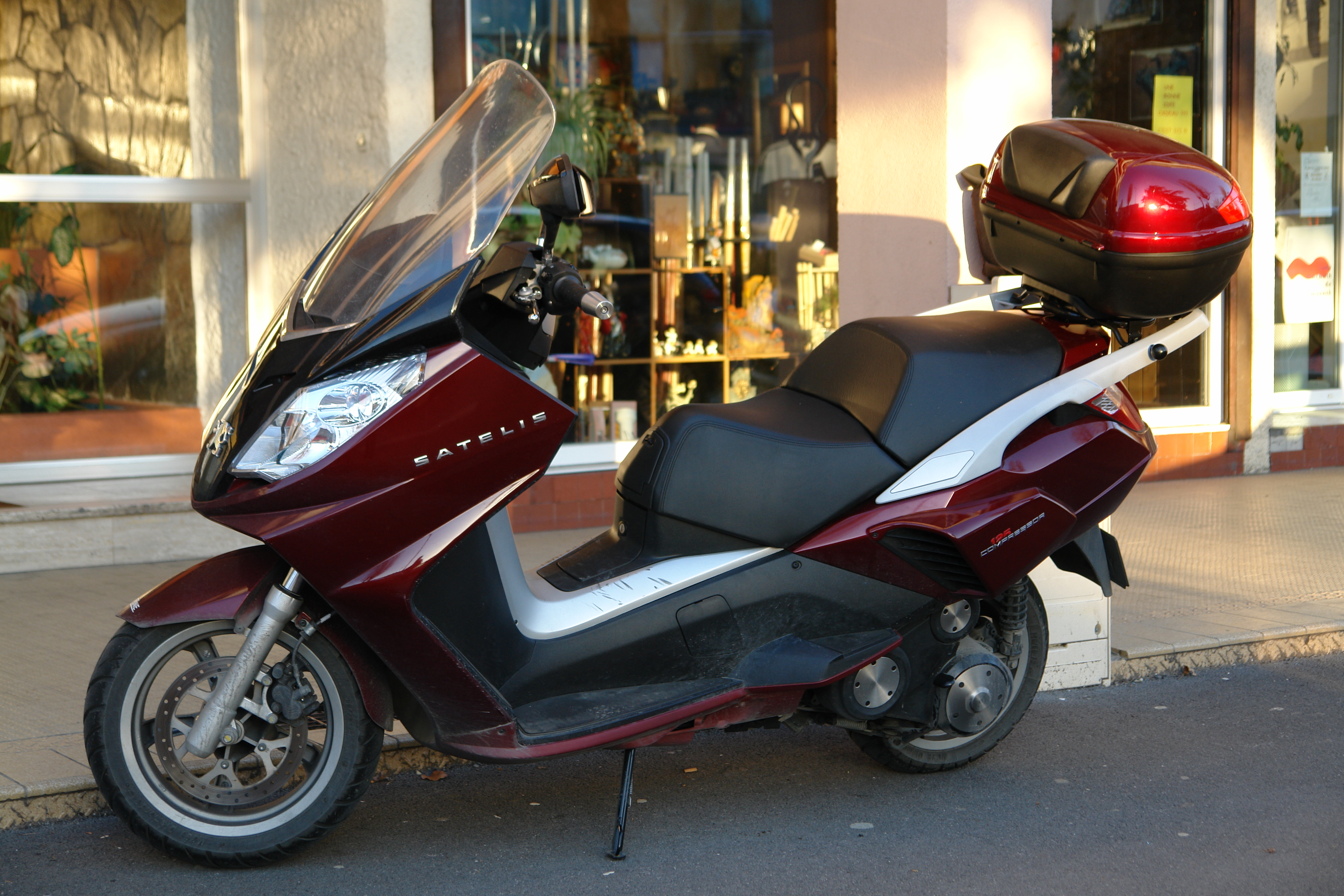
Peugeot Satelis 125

- Peugeot также выпускала велосипеды, начиная с 1882 года, в Бьюли, Франция (десять побед Tour de France между 1903 и 1983), что продолжилось мотоциклами и автомобилями в 1889. В конце 1980-х годов Peugeot продала североамериканские права на название велосипеда Peugeot фирме ProCycle в Канаде (также известной как CCM и лучше известной своей экипировкой для хоккея), а европейские права — Cycleurope S.A.
- Peugeot остаётся главным производителем скутеров, мотоциклов, мопедов и велосипедов в Европе[26][27]. С начала роста популярности лёгкого электротранспорта компания производит различные типы электровелосипедов, на 2020 год 5 серий (от городских до шоссейных)[28].

Peugeot Scoot’Elec — скутер с электромотором.

## Модели автотранспортных средств

### Модели

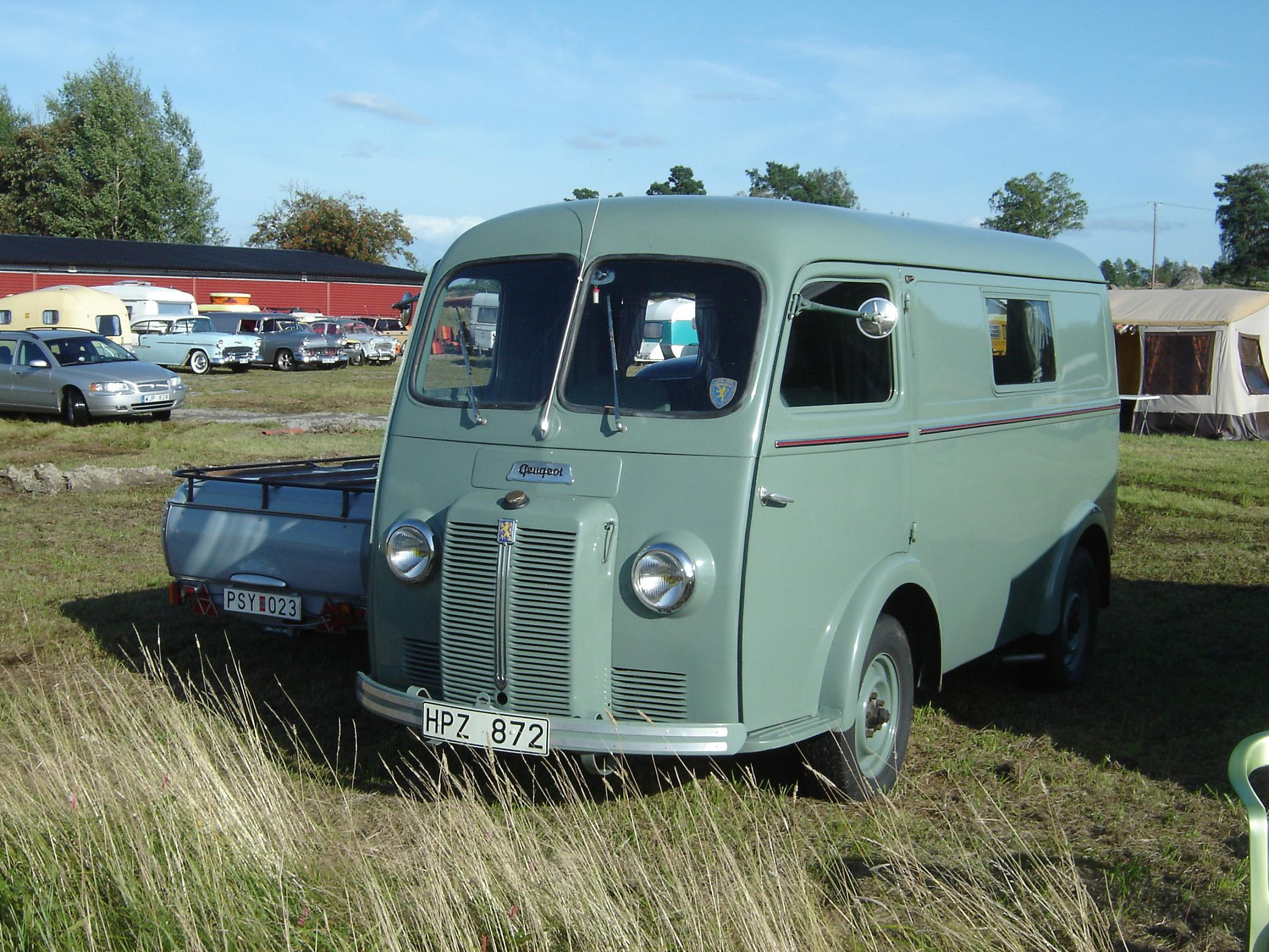
Peugeot D3

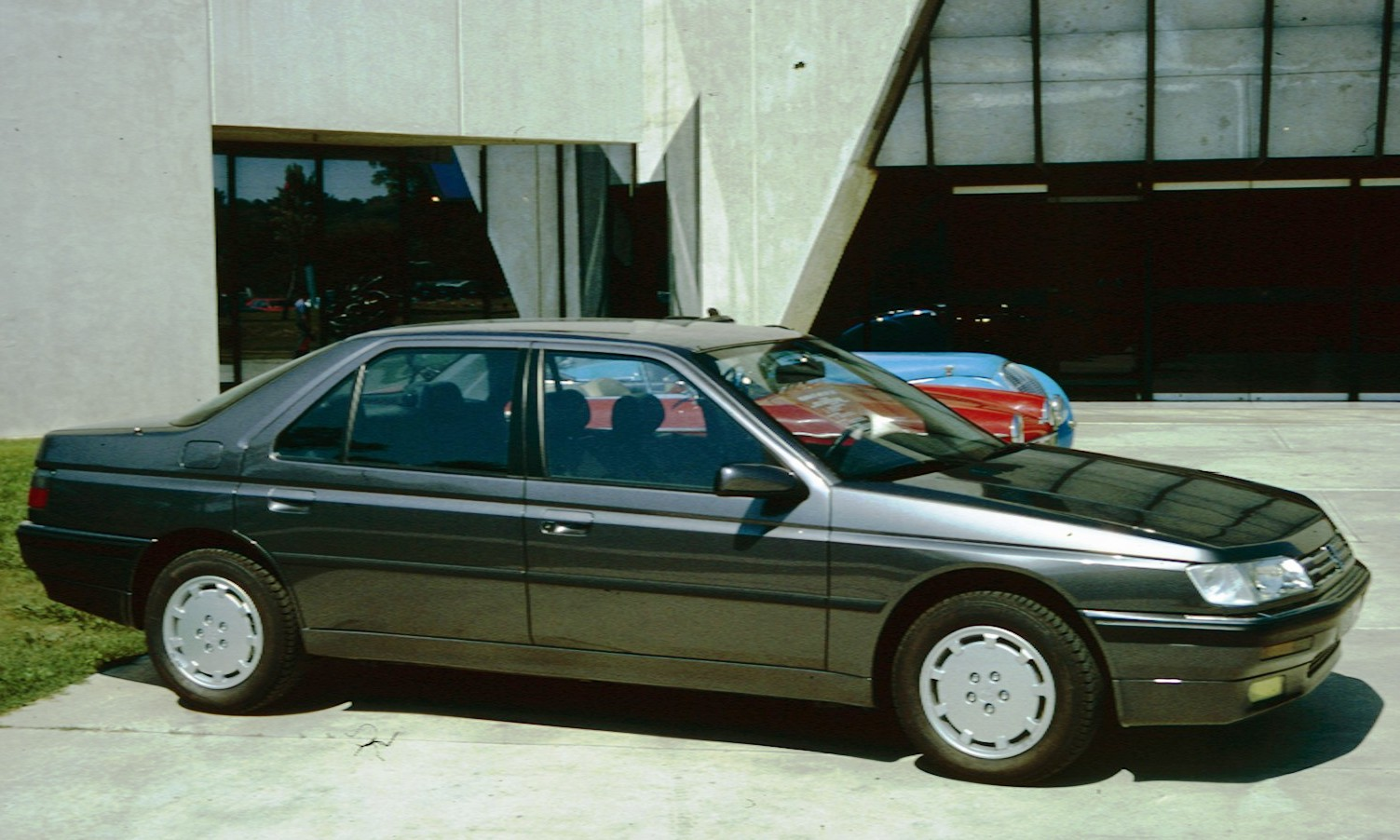
605 SV

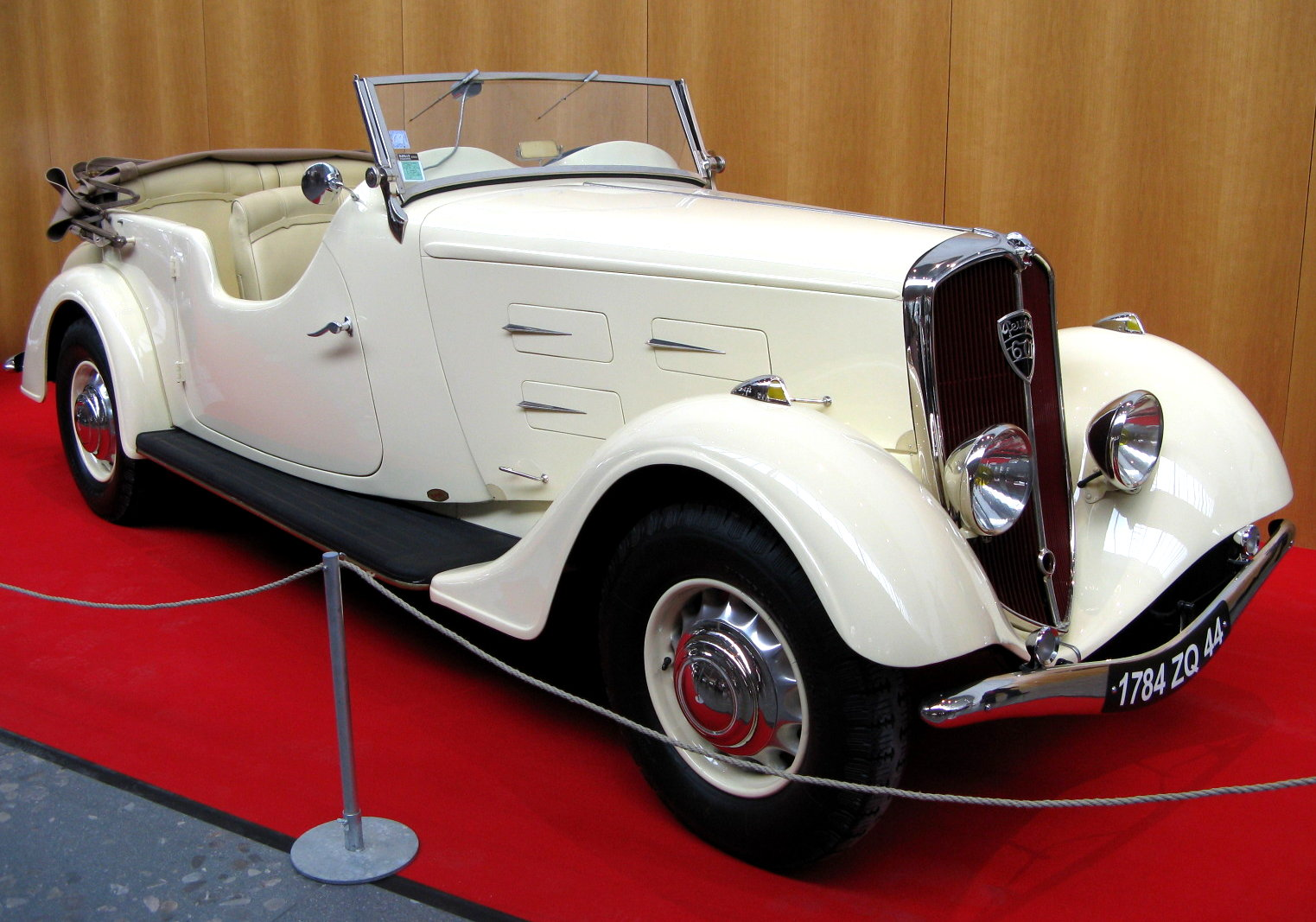
601 D-TM Grand Sport (1936)

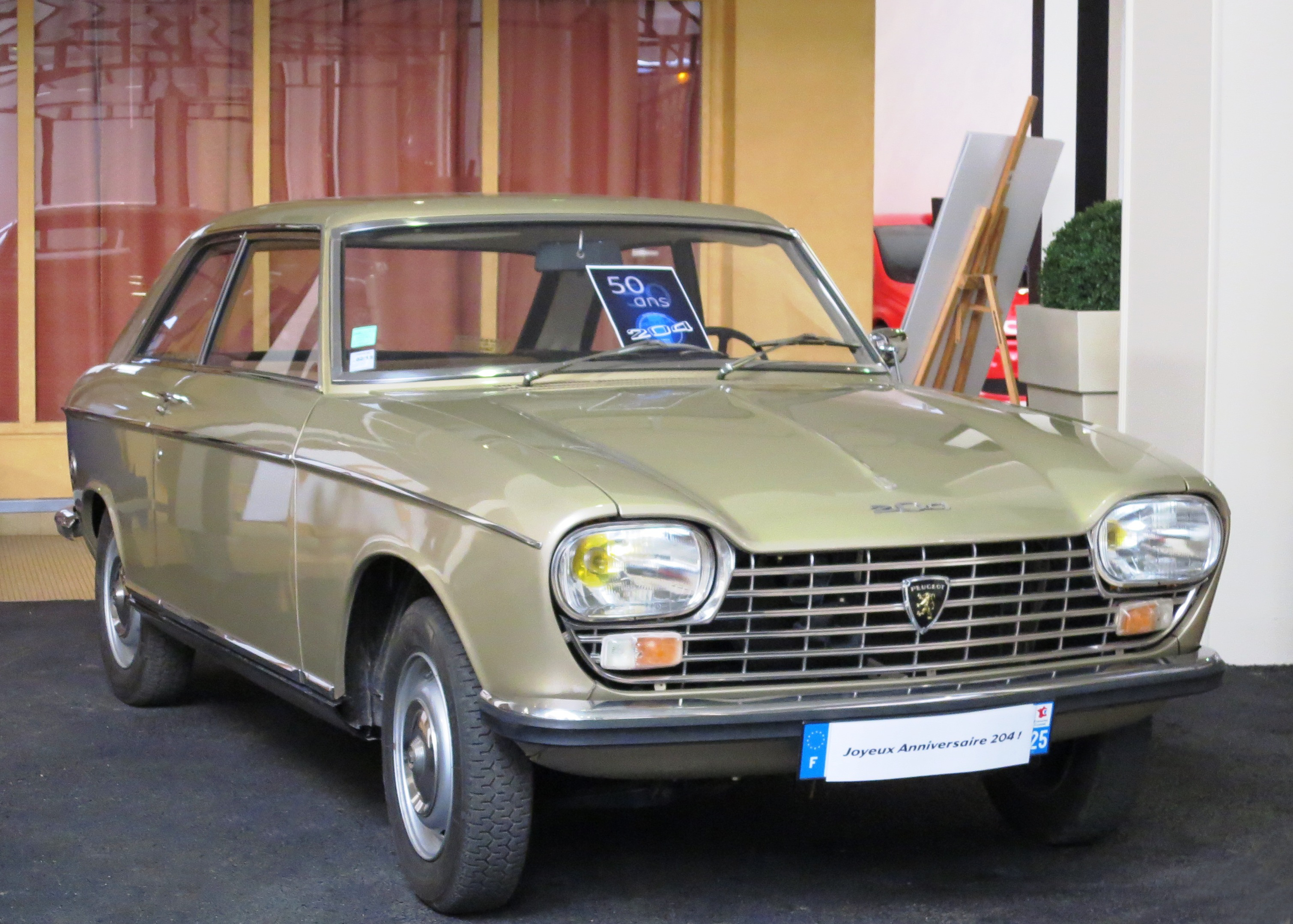
Peugeot 204 coupé

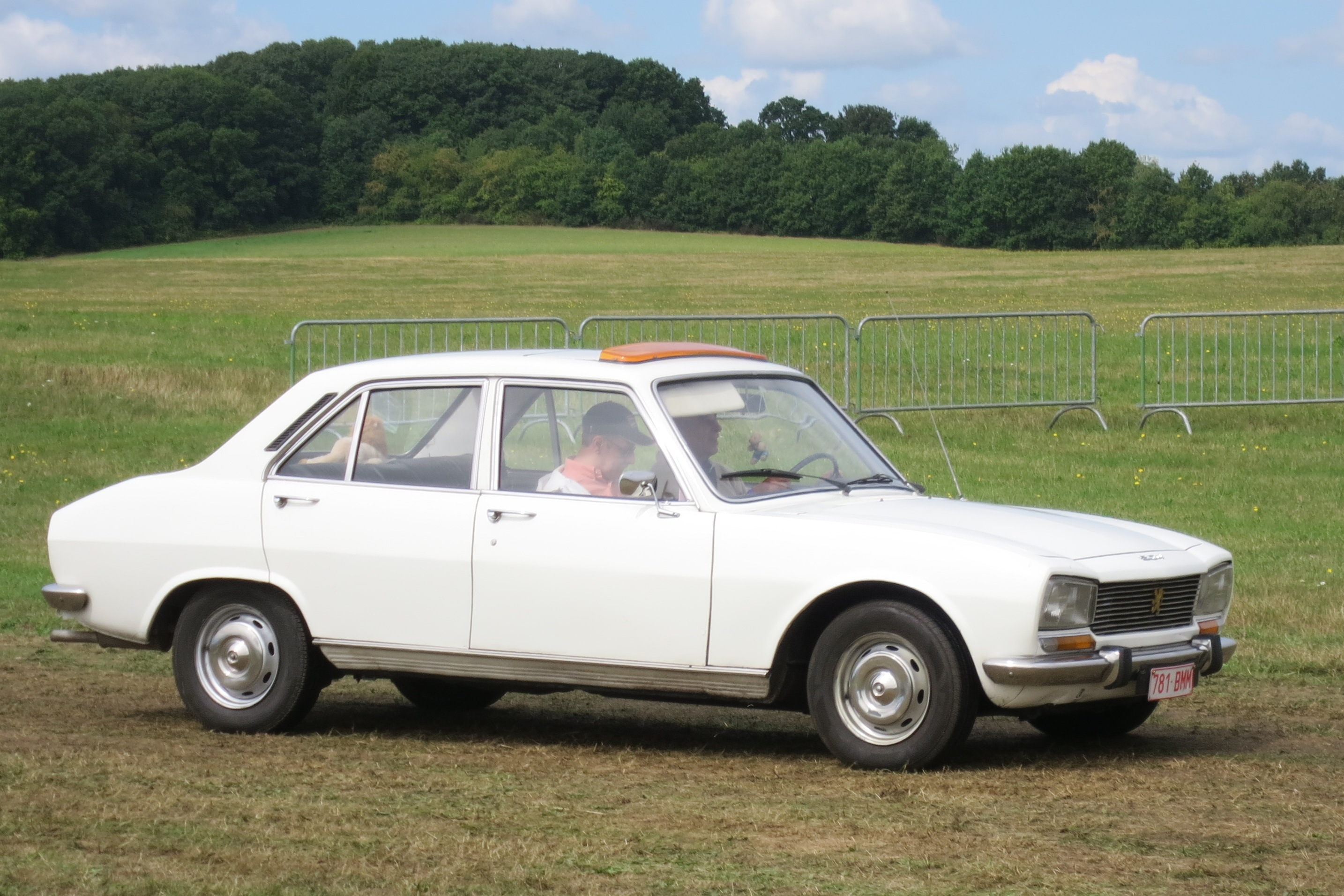
Peugeot 504

- Peugeot Type 2, Peugeot Type 3, Peugeot Type 5, Peugeot Type 6, Peugeot Type 7, Peugeot Type 8, Peugeot Type 9, Peugeot Type 10, Peugeot Type 11, Peugeot Type 12, Peugeot Type 13, Peugeot Type 18, Peugeot Type 14, Peugeot Type 15, Peugeot Type 17, Peugeot Type 19, Peugeot Type 20
- 104, 106, 107,108
- 201, 202, 203, 204, 205, 206, 207, 208
- 301 (301 (2012)), 302, 304, 305, 306, 307, 308, 309
- 401, 402, 403, 404, 405, 406, 407, 408
- 504, 505, 508
- 601, 604, 605, 607
- 806, 807
- 905, 907, 908
- 1007, 2008, 3008, 4007, 4008, 5008
- Partner
- Bipper
- Expert
- Boxer
- D3/D3A
- D4/D4A
- Hoggar
- J5/J7/J9
- P4
- Pars
- RCZ
- iOn

### Концепт-кары
- Type 1 (Serpollet-Peugeot)
- 20 Cup
- 307 CC Hybrid HDi
- 607 Feline
- 907 RC
- 908 RC
- 4002
- Proxima
- Quark
- RC
- Flux
- 308 RCZ
- HYbrid3 compressor
- BB1
- HYbrid3 Evolution
- SR1
- EX1

### Другое
- D3A
- D4A
- J7
- J9 (микроавтобус)
- J5
- P4
- Pars (также известный как Persia)
- Type 15
- VLV

## Электромобили и гибридные автомобили
- Peugeot 106 — электромобиль, модель выпускалась с 1995 по 2003 года.
- Peugeot RC 2009 и Peugeot RC HYmotion4 — гибридные автомобили[29][30].
- Peugeot PROLOGUE HYmotion4 — гибридный автомобиль[31].
- Peugeot iOn — электромобиль.

## Галерея

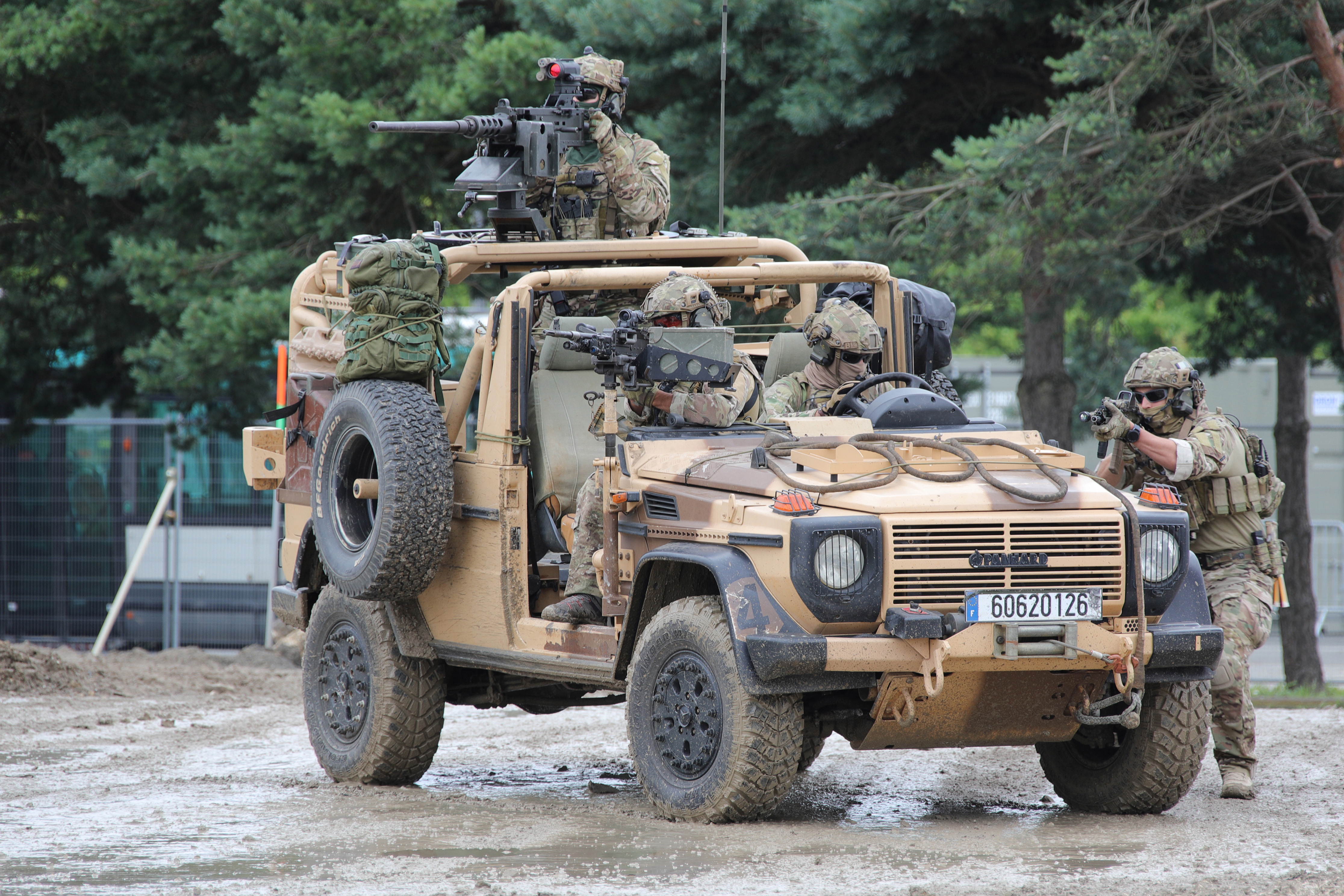
Peugeot P4 — лицензионная копия Geländewagen
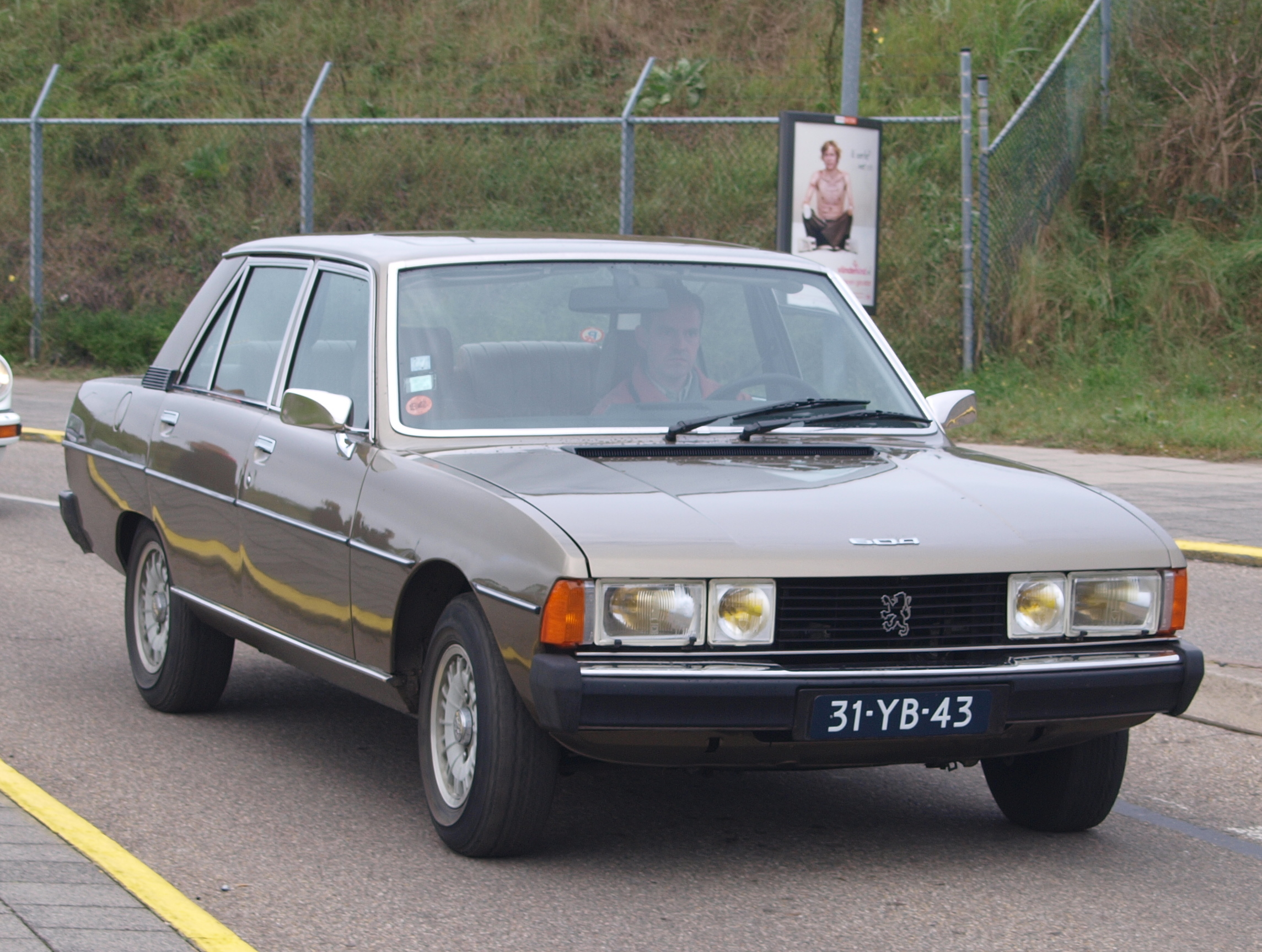
PEUGEOT 604
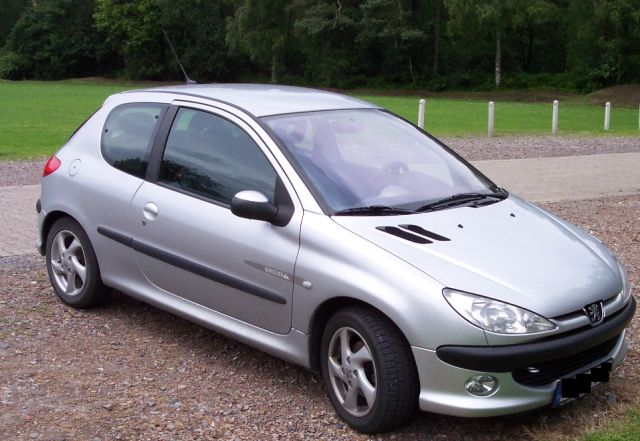
Peugeot 206
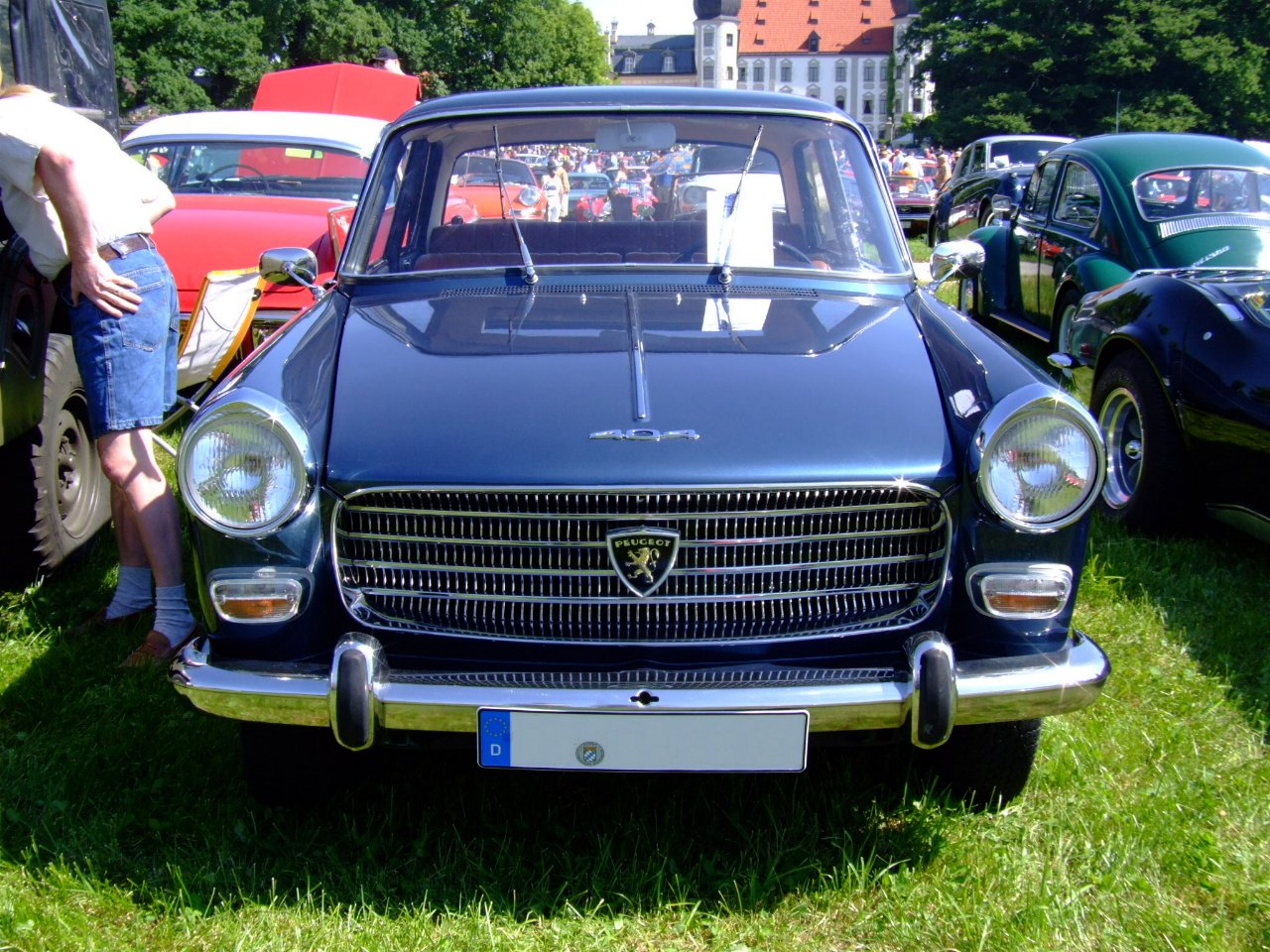
Peugeot 404
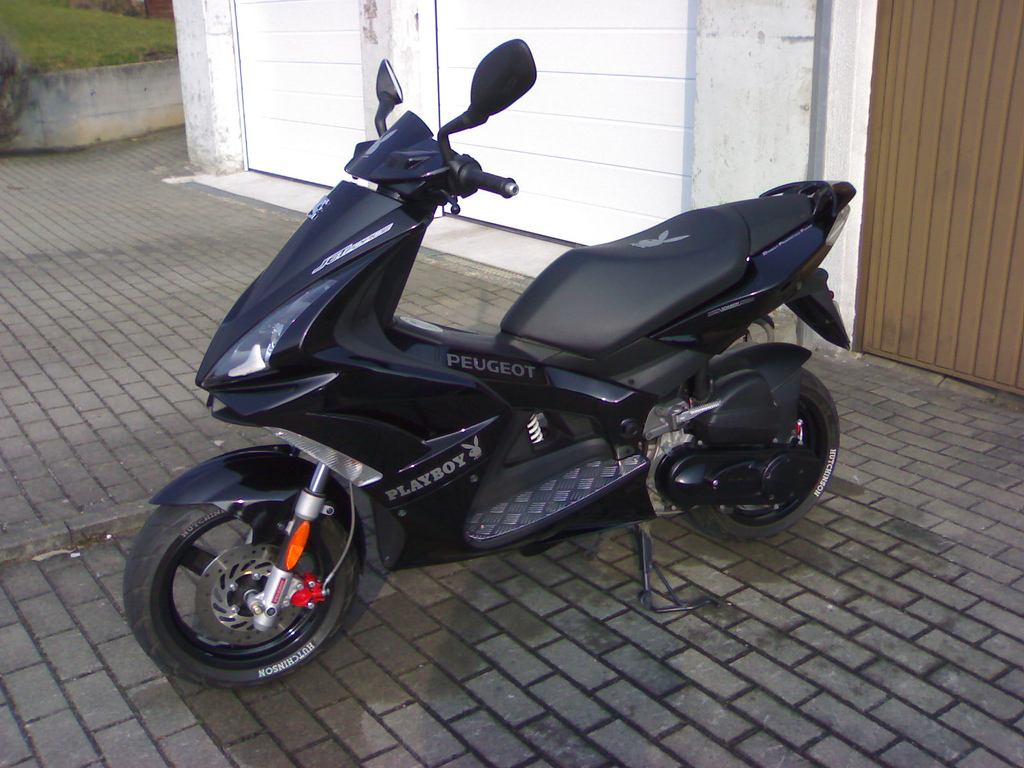
Peugeot Jetforce
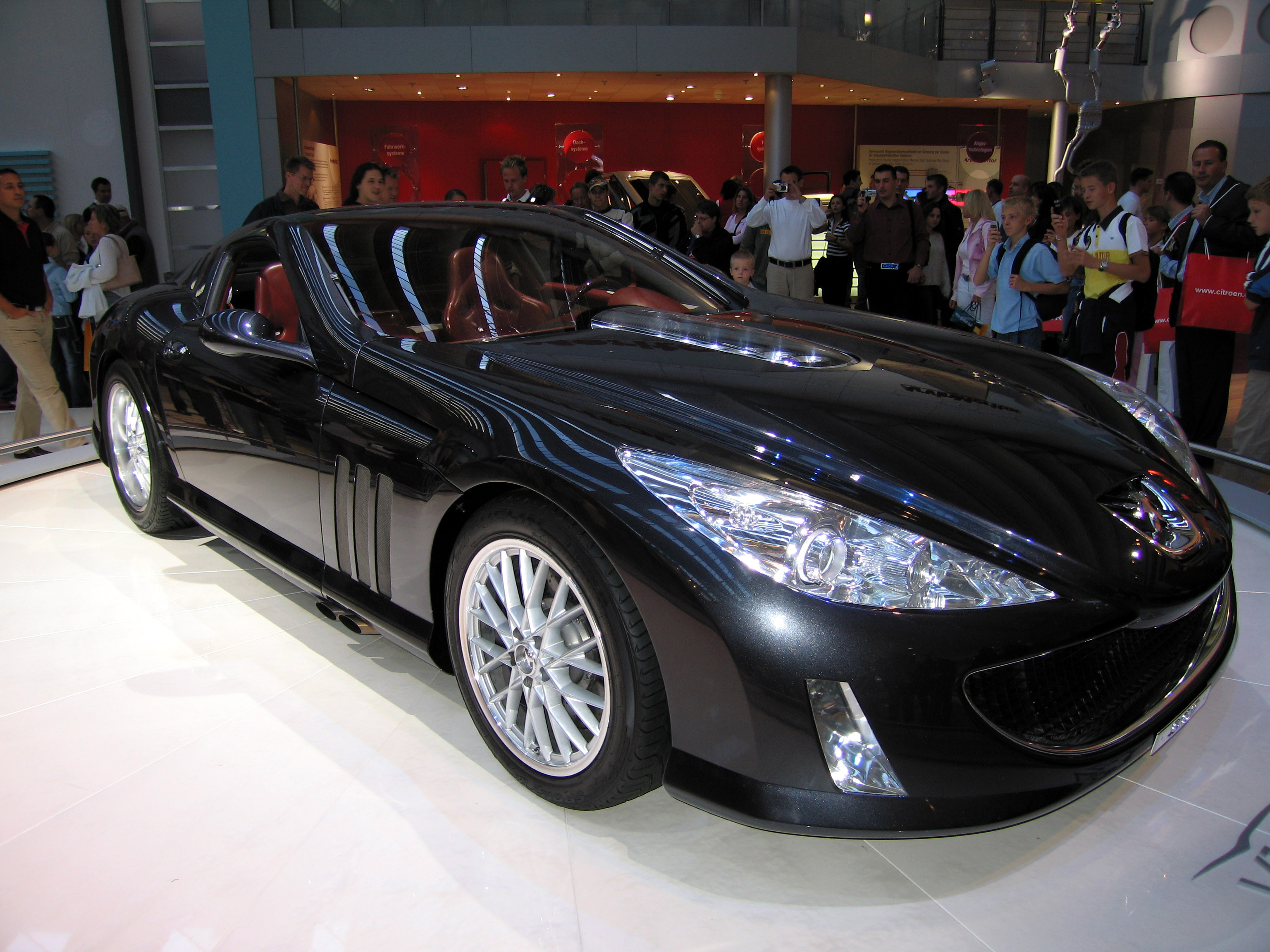
Peugeot 907
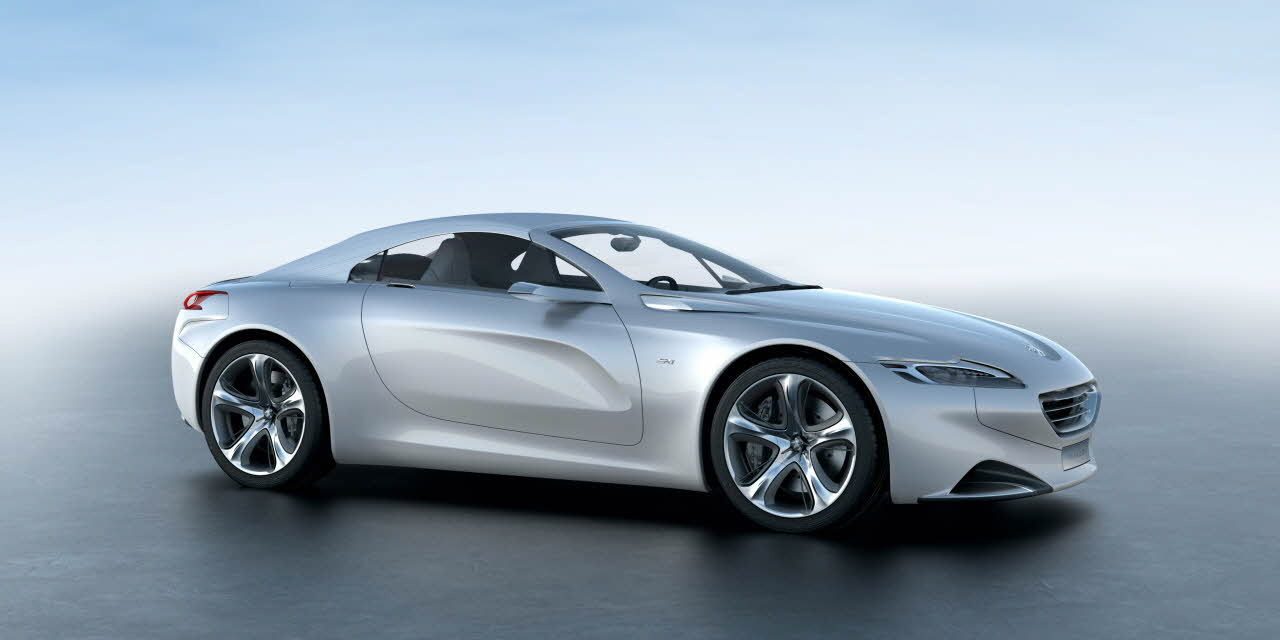
Peugeot SR1
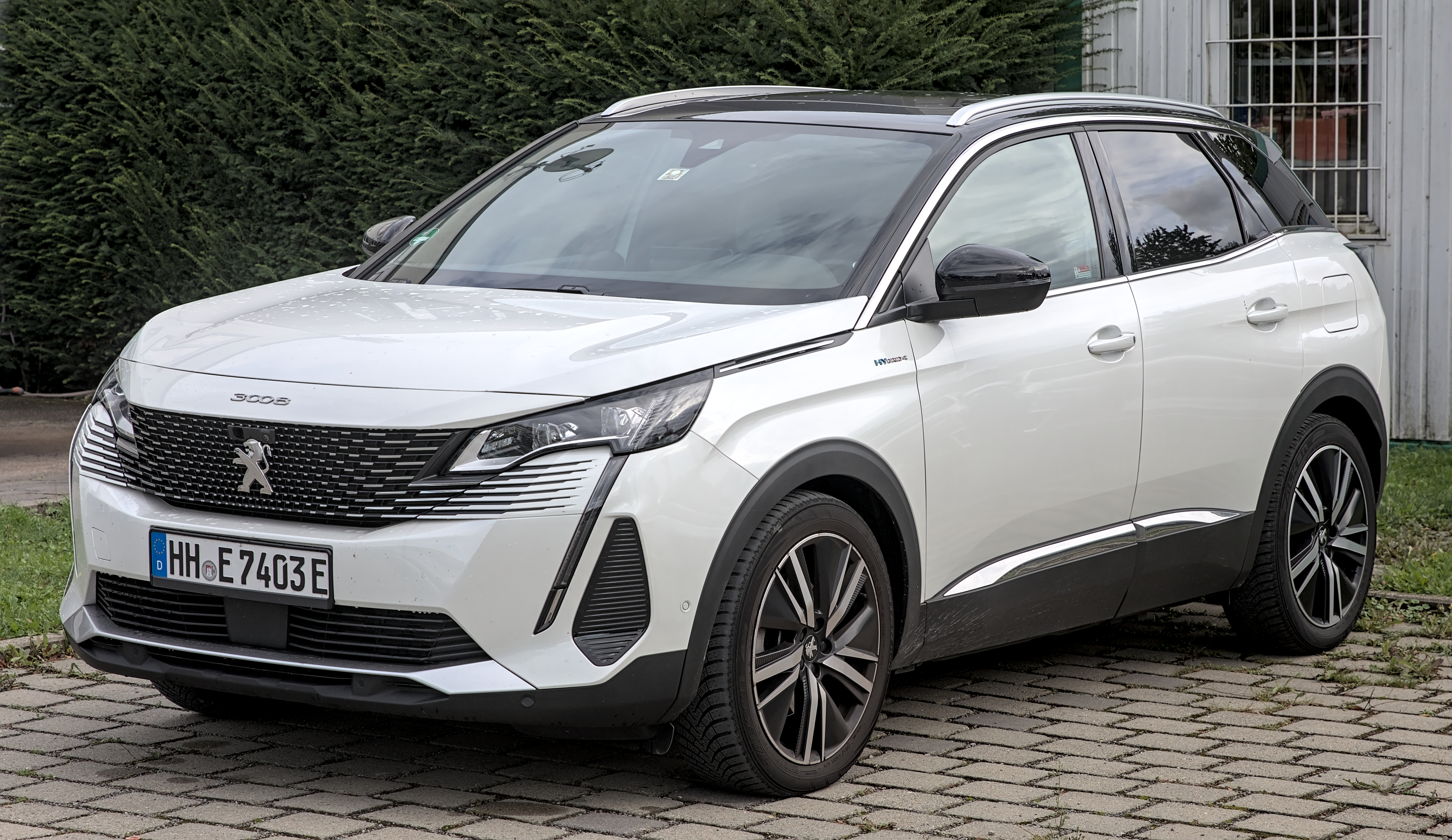
Peugeot 3008 в 2021 году
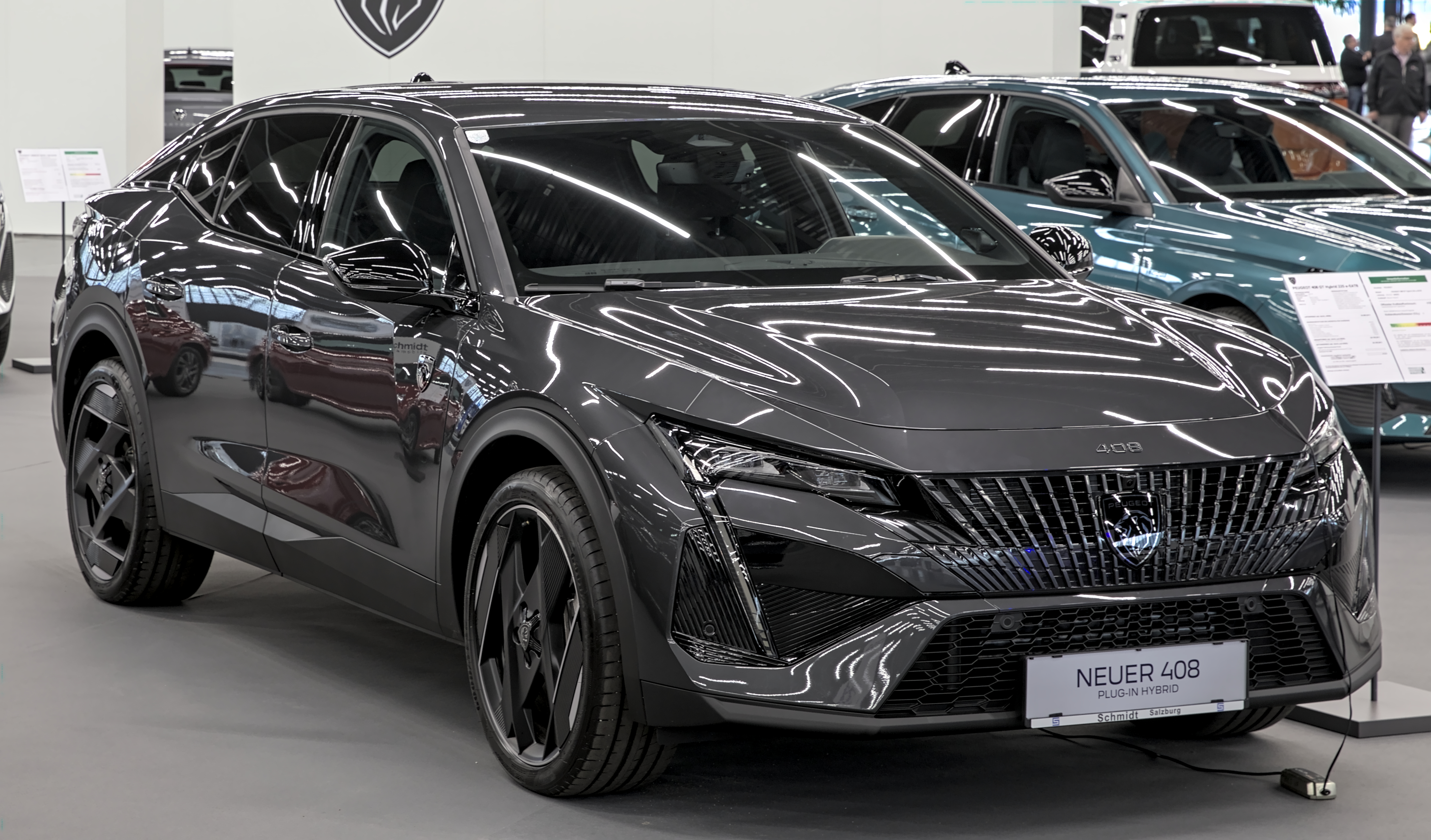
Peugeot 408 в 2022 году
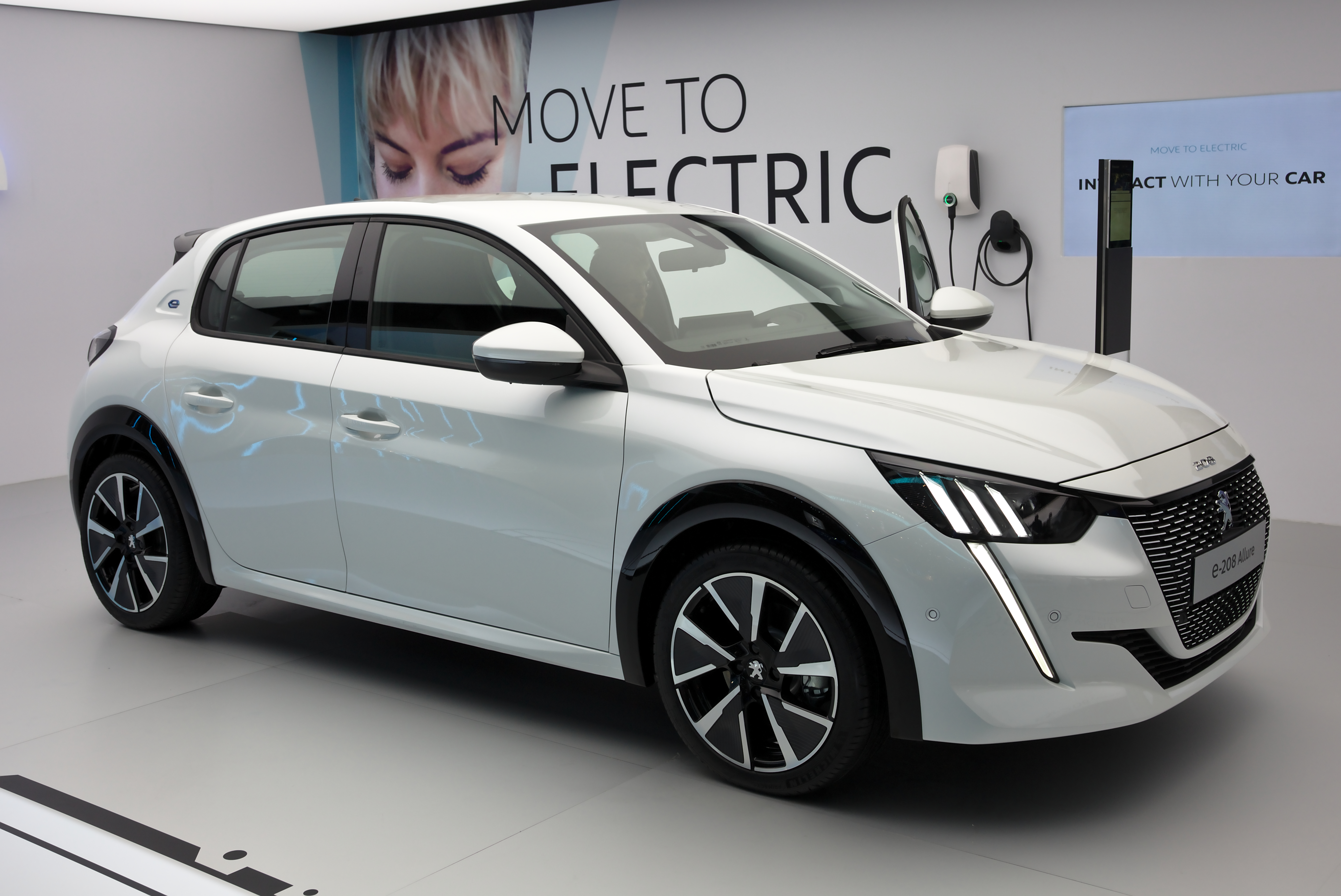
Peugeot e-208  в 2019 году
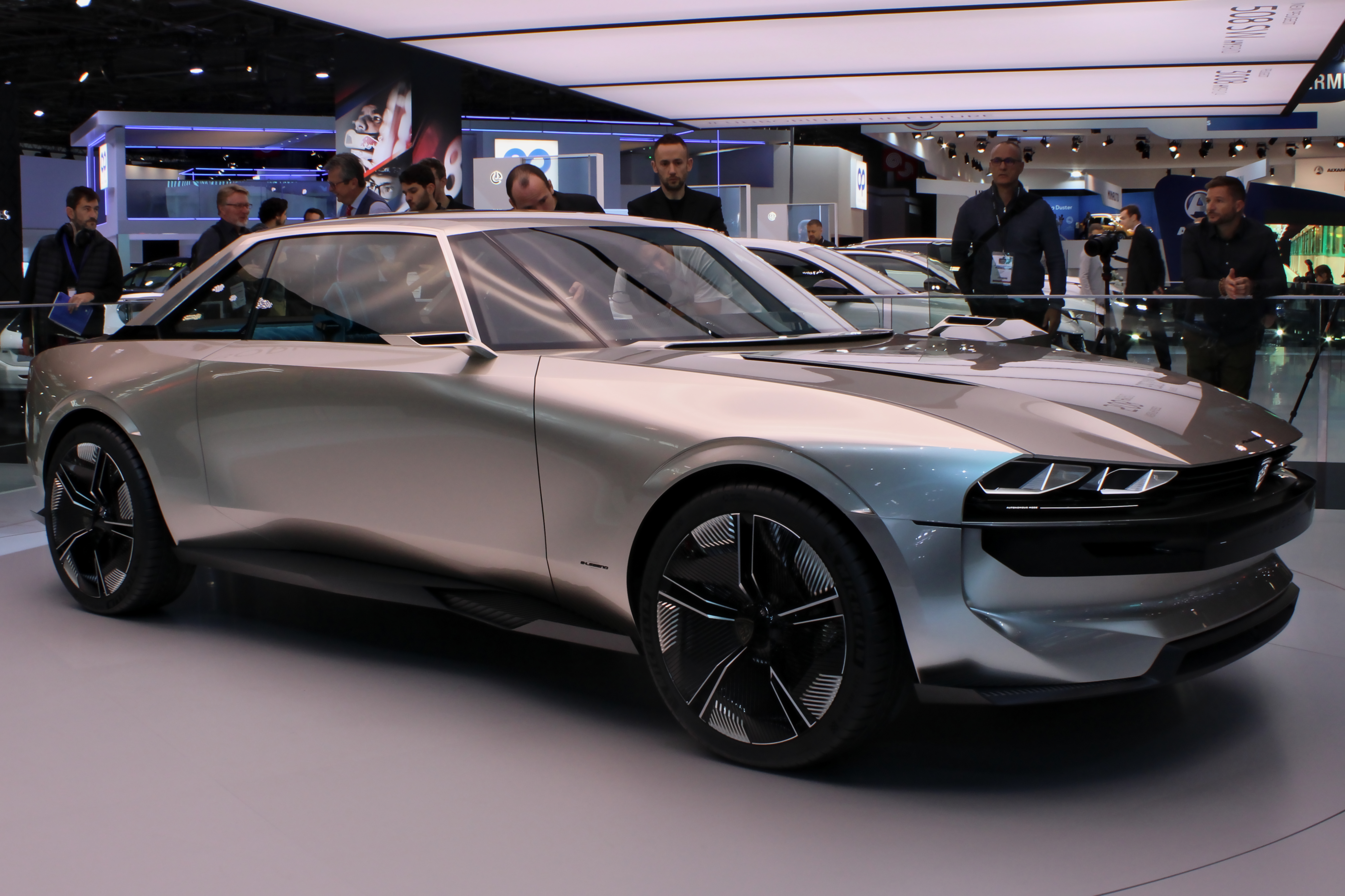
Концепт Peugeot E-Legend 2018 года
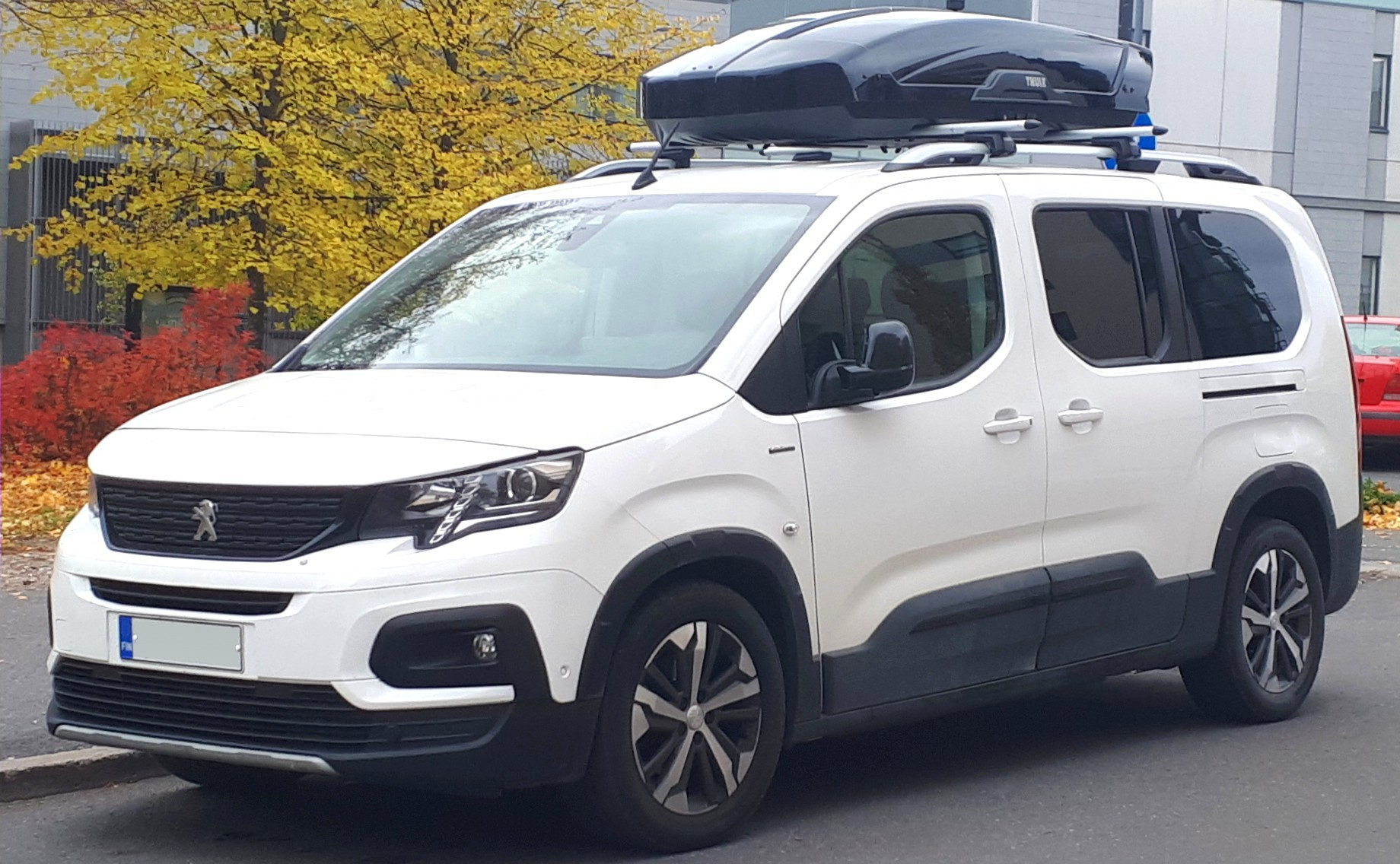
Peugeot Rifter
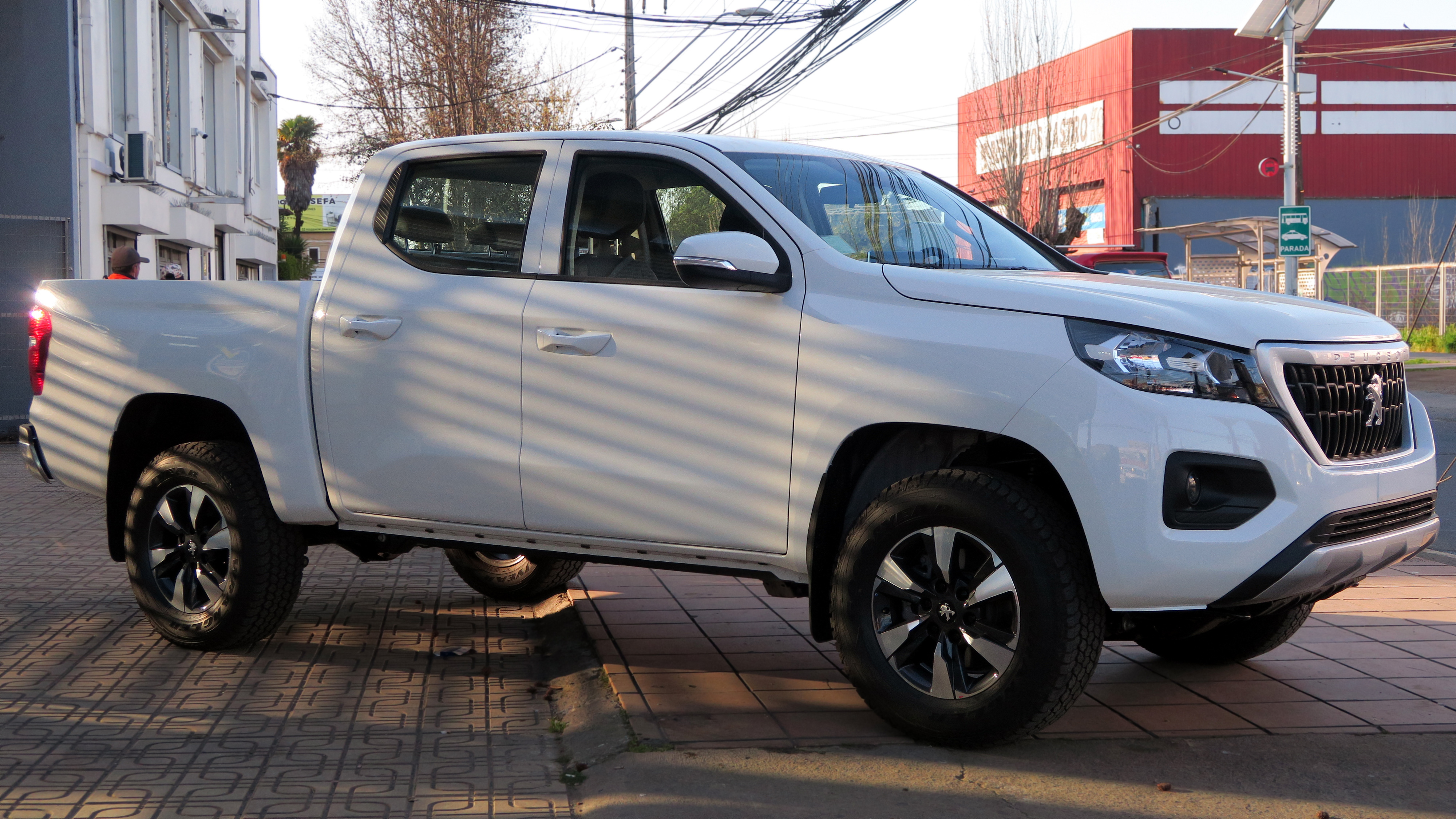
Peugeot Landtrek